# Anthony Bottoms
Anthony Edward Bottoms (Chittagong, 29 de agosto de 1939) é um eminente criminologista britânico, tendo passado pelo cargo de Diretor do Instituto de Criminologia da Universidade de Cambridge (1984-98) e produzido contribuições relevantes para o desenvolvimento e evolução da criminologia. Os seus maiores trabalhos dizem respeito ao policiamento residencial e crime, a
criminologia ambiental, aos acusados (réus) no processo criminal, aos inquéritos sociais, ao tratamento intermediário, a “ordem” e a concordância com os procedimentos prisionais. Suas análises abrangem as duas partes do crime, sendo o tamanho da responsabilidade criminal determinada por sua validade, seja na corte, na comunidade ou na prisão.

## Biografia

### Estudos, prêmios e títulos de honra
Bottoms fez bacharelado em Direito na Corpus Christi College, na Universidade de Oxford; em seguida fez sua pós-graduação em criminologia no Instituto de Criminologia na Universidade de Cambridge. O autor recebeu diversos prêmios e títulos de honra, como o Thorsten Selling e Sheldon and Eleanor Glueck Award em 1996 pela Sociedade de Criminologia por suas contribuições internacionais e em 1997 foi eleito “Fellow of the British Academy”. Em 2001 foi apontado como “Knight Bachelor in the Queen’s Birthday Honours List” pelos seus serviços ao sistema de justiça criminal. O honoris causa foi dado pela Queen’s University of Belfast em 2003 – reconhecimento do seu trabalho como especialista assessor ao House of Commons Select Committee on Northern Ireland Affairs.

### Carreira
Em seus dois primeiros anos de carreira trabalhou como Oficial de Justiça, o que acabou sendo uma forma de imersão na realidade dos criminosos e desistentes. Depois disso, entre 1964 e 1968, foi diretor de pesquisa no Instituto de Criminologia em Cambridge. Adquiriu uma cadeira própria na Universidade de Sheffield (1968-84), e continuou ativo como professor emérito de Cambridge e professor honorário em Sheffield até dezembro de 2007.

### Abordagem
O trabalho do autor faz uma conexão entre a teoria, os planos de ação e a prática, guiando a exploração criminológica e teórica das implicações do “colapso do ideal de reabilitação”. Suas teorias são bem fundamentadas a partir de uma detalhada análise empírica. Seus principais trabalhos são a respeito do entendimento das prisões como instituições complexas em que surgem diferentes formas de criar ordem em resposta a diferentes ambientes, ou seja, a análise dos processos que levam à quebra da ordem e os processos que constituem a "ordem". A representação de controle por meio de estratégias de controle “situacional” (por meio de fechaduras e outras abordagens baseadas em restrição) e métodos “sociais” (normativo) de alcançar a conformidade e análise do que os prisioneiros experimentam como “justa” e “legítima” por meio deste estudo contribui, assim, para os interesses sociais e penológicos, em por que as pessoas obedecem à lei e a legitimidade da lei, bem como oferece uma crítica da política e da prática do serviço prisional no momento.
A proposta conceitual de Bottoms relaciona ordem e conformismo, sendo avançada e relevante para as sanções da comunidade, em que ele traz um esboço instrutivo dos principais mecanismos básicos que sustentam o comportamento juridicamente compatível. Argumenta também que os criminologistas talvez tenham negligenciado as dimensões morais (normativas) do seu objeto de estudo. Os laços sociais em um contexto social são importantes nos padrões de desistência, por isso as normas devem se ajustar às circunstâncias sociais.
Dessa forma, o seu trabalho demonstra a importância de se manter um diálogo contínuo entre a teoria e os dados e análises empíricos.

## Justiça para jovens na Grã-Bretanha
Anthony Bottoms, em conjunto com James Dignam, buscou compreender os distintos sistemas de justiça para jovens da Inglaterra e da Escócia. Nesse ínterim, então, ambos conseguiram analisá-los sob os mais diversos ângulos, o que os permitiu delinear algumas conclusões, as quais foram apresentadas por eles no ensaio intitulado “Youth Justice in Great Britain”, publicado em 2004. Neste, os autores não apenas estudaram esses dois sistemas, mas também o cenário histórico envolto a eles, imprescindível para uma compreensão mais aprofundada.
Retomando o contexto analisado, cumpre enfatizar que no direito constitucional do Reino Unido, o termo “Grã-Bretanha” engloba a Inglaterra, o País de Gales e a Escócia. Nesse apanhado geográfico, então, é que operam essas duas jurisdições quase que completamente opostas. Enquanto o País de Gales e a Inglaterra compartilham basicamente os mesmos procedimentos, de acordo com os termos dos “Acts of Union” de 1707, a Escócia construiu seu próprio sistema jurídico. Desse modo, nesse novo campo da justiça, dois sistemas radicalmente distintos operam ao norte e ao sul da fronteira. Nesse cenário, o que torna essa situação especialmente intrigante é que até 1999 propostas legislativas para alterar o direito tanto na Inglaterra quanto na Escócia eram processados pelo mesmo Parlamento, chamado “UK Parliament”. Ademais, paradoxalmente, o recente advento de um Parlamento Escocês parece estar exercendo certa pressão para que se reduzam as diferenças entre esses dois sistemas.
Historicamente, a Inglaterra e a Escócia traçaram as
origens de suas cortes exatamente com a mesma disposição legislativa: “The
Children Act” de 1908. Entretanto, essas cortes destinadas aos jovens não eram
iguais àquelas que foram criadas em Illinois e na Noruega, visto que essas últimas
estabeleceram tribunais sociais, baseadas no chamado “parens patriae”. Desse
modo, havia nesses tribunais uma enorme ênfase ao bem-estar das crianças, um
deliberado distanciamento de procedimentos criminais formais ea
desmaterialização da ofensa (Donzelot 1980, pp. 110-11) no âmbito processual.
Em contrapartida, tanto na Inglaterra quanto na Escócia as cortes para jovens
eram predominantemente tribunais criminais modificados. 
A legislação do início do século XX uniu a essas cortes
duas vertentes jurisdicionais: uma relativa aos jovens infratores e a outra, às crianças que precisam de cuidados e proteção. Mas, na Grã-Bretanha, a chamada jurisdição de cuidados dessas cortes foi sempre numericamente e ideologicamente subordinada à outra. Essa situação permaneceu similar até, aproximadamente, a década de 1960. Durante esta, todavia, houve grandes alterações aos sistemas de justiça inglês e escocês por meio de importantes alterações legislativas. Em ambas as jurisdições, a ideologia dominante subjacente à nova legislação era similar – uma prioridade significativamente maior devia ser trazida dos novos sistemas ao princípio mais abrangente do bem-estar da criança, mesmo quando se tratasse de acusações de crime. Ironicamente, tudo isso aconteceu apenas no momento em que, nos Estados Unidos, os primeiros grandes desafios legais foram levados aos tribunais de bem-estar baseados no “parens patriae”.
Mas, embora os progressos dessa década tenham tido como
base os princípios de bem-estar, tanto na Inglaterra quanto na Escócia, as
reformas decretadas levaram a resultados muito diferentes. Na Escócia, a nova
legislação – “The Social Work Act” de 1968 – foi plenamente implementado em
1971. Este aboliu as antigas cortes escocesas, substituindo-as por um novo
sistema de jurisdição civil conhecido como um sistema de audiências infantil,
que lidava tanto com crianças que haviam violado a lei, quanto com aquelas que
necessitavam de cuidados e proteção. Em 1995 foi estabelecido outro ato, mas a
legislação anterior permaneceu quase que inalterada. Por outro lado, na
Inglaterra a experiência vivida foi muito mais turbulenta. Embora o ato de 1969
(“The Children and Young Persons Act”) tenha mantido a corte inglesa
preexistente, houve uma tentativa de substituí-la por procedimentos, ordens e
estruturas de apoio de serviços cada vez mais radicais. Todavia, tal ato foi
apenas parcialmente implementado e aquilo que entrou em vigor acabou assumindo
formato controverso. Tal fato resultou em inúmeros conflitos durante a década
de 70.
Com um novo partido eleito no Reino Unido, reformas do
sistema inglês para lidar com o crimes juvenis foram umas das principais
políticas abraçadas pela nova administração. Assim, seguiram-se os atos: “Crime
and DisorderAct” de 1998 e a primeira parte do “Youth Justice and Criminal
Evidence Act” de 1999. Na Inglaterra, então, para as crianças e os jovens
trazidos perante os tribunais, passou a existir uma deliberada separação
institucional entre a "jurisdição de cuidados” e a “jurisdição de crimes”.
Na Escócia, por contraste, o sistema de audiências das crianças lidava com
ambos os tipos de casos, o que muitos consideravam como seu maior ponto
positivo.
Baseando-se nesses fatos, portanto, o objetivo de Anthony Bottoms e de James Dignan foi descrever e comentar esses dois sistemas distintos de aplicação de justiça aos jovens. Enquanto um dos sistemas baseia-se no bem-estar e abarca em si ambos os casos de ofensas e de cuidados, o outro, deliberadamente divide os casos de ofensa daqueles de cuidados, visando explicitamente a correção em vez do bem-estar noscasos de ofensa. Alguns dos contrastes entre esses sistemas são de grande interesse para acadêmicos, mas a novidade do sistema Inglês também dificulta seus trabalhos, pois, no momento, há limitada evidência empírica sobre como o novo sistema está funcionando. Ademais, vale ressaltar que ambos os autores deixaram claro o fato de ser muito difícil comparar os índices de criminalidade na Inglaterra e Escócia por causa das diferentes categorias jurídicas utilizadas nas estatísticas criminais oficiais. Assim, somente em 1981 com o advento das pesquisas de vitimização do crime nacional em ambos os países possibilitou-se que tais comparações fossem realizadas de uma maneira muito mais clara. Anthony Bottoms e James Dignan enfatizaram que os índices de criminalidade em ambos os países eram similares em 1981, de forma que uma boa indicação de tendências da criminalidade pode ser adquirida ao se indexar os dados oficiais e criminais de pesquisas pós-1981 contra uma base, para cada país, de 1981. Quando isso é feito, fica claro que o crime aumentou mais rapidamente na Inglaterra do que na Escócia nos últimos 20 anos. Nesse sentido, inúmeros estudiosos sugeriram que essas tendências distintas de criminalidade talvez pudessem estar relacionadas com os diferentes sistemas de justiça juvenil em operação nos dois países, embora como isso seria possível fosse raramente especificado.
A partir dessas
observações, então, Anthony Bottoms e James Dignan organizaram esse estudo, que aparece em um capítulo de um dos volumes de “Crime and Justice”, a partir de como ambos os sistemas lidam com jovens infratores, apontando ambas as suas filosofias e caracteres empíricos sobre eles, além de dados sobre os modos distintos de processamento dos infratores e como esses se relacionam com outros sistemas. Ademais, levantam questões chaves para esses sistemas, descrevendo alguns movimentos em direção a princípios de reparação e justiça restaurativa na Inglaterra e na Escócia. Por fim, oferecem algumas conclusões que serão trabalhadas a seguir seguindo a organização estabelecida pelos autores no ensaio por eles elaborado.

### Quadro conceitual
A. Escócia
A principal fonte de princípios os quais o sistema Escocês se baseia advém da seção 16 do “Children Act” de 1995. O mais importante dessa seção refere-se ao bem-estar das crianças, que deve ser considerado em qualquer decisão dessa corte. Esse princípio do bem-estar, então, deve ser aplicado sem qualquer diferenciação entre casos de ofensa e casos de cuidado. Sendo assim, em casos de ofensa o objetivo a ser atingido é o bem-estar da criança e não sua punição. Tal escopo é congruente com a filosofia “child conservationist”, característica das cortes para jovens orientadas pelo bem-estar infantil e juvenil. Todavia, essa filosofia causou alguns problemas ao ser aplicada nas cortes para jovens. Isso porque desenvolveu-se a tendência de se aplicar um zelo excessivo para “salvar” as crianças, o que proporcionou grandes poderes às cortes para interferir nas vidas delas. A partir disso, o sistema escocês buscou se distancia dessa prática, o que culminou na incorporação pela legislação escocesa do princípio de que nenhuma ordem deve ser feita com relação a uma criança a não ser que essa seja imprescindível.
Outro princípio de extrema relevância é que durante as audiências as crianças devem ter o direito de se expressar e apresentar seus argumentos e caso isso não seja feito, a decisão da corte deve apresentar essa ressalva. Além disso, a seção 16 contém a provisão de que excepcionalmente o princípio do bem-estar seja colocado de lado se assim for considerado necessário para se proteger o povo de riscos mais sérios.  Por fim, outro princípio escocês a ser enfatizado, embora não seja um princípio da seção 16, chamado adjudicação ou tratamento diferenciado. Nesse, as cortes criminais não eram consideradas ambientes adequados para se pensar nos interesses da criança ou do jovem, o que acarretou o surgimento de uma corte coexistente a estas. 
B. Inglaterra
Para se entender os conceitos fundadores do sistema inglês, faz-se necessário retomar meados da década de 1990, quando uma nova filosofia passou a ser anunciada. Nesse contexto, dentre três aspectos desse período – o chamado “Youth Justice Movement” que adotou a medida da mínima intervenção, a ênfase nos procedimentos da corte e a separação entre a jurisdição Criminal e a jurisdição de cuidados – dois deles foram conscientemente desmentidos pela nova filosofia, enquanto o terceiro foi tacitamente aceito.
A partir disso, de entre os princípios abraçados por esse sistema, quatro deles são de extrema importância: a prevenção da ofensa, a reparação, a eficiência e a responsabilização. O primeiro deles, então, visa prevenir que jovens assumam
posturas de infratores, enquanto o segundo procura assegurar a sua reparação. Já o terceiro busca fazer um melhor uso dos recursos utilizados nessas cortes. E, por fim, o quarto apresenta a dupla conotação de que não apenas os jovens
infratores devem assumir as responsabilidades referentes aos seus atos, mas também de que seus pais devem assumi-las.
C. Avaliação
Fica claro para Anthony Bottoms e James Dignan, portanto, que há diferenças significativas entre os sistemas escocês e inglês no que toca
essas cortes para jovens. Enquanto o princípio do bem-estar é abarcado
inteiramente na Escócia, esse é aplicado na Inglaterra apenas nas jurisdições
de cuidados. Nesse âmbito então, fica clara a unificação das corte na Escócia e
a separação das cortes na Inglaterra em uma jurisdição criminal e outra de
cuidados.
Outras distinções importantes concernem à reparação e à
eficiência, ambas proeminentes no sistema inglês, mas tradicionalmente pouco
enfatizadas na Escócia. O princípio da responsabilidade das crianças por seus
atos, por sua vez, é tratado de modo também diverso, visto que é enfatizado na
Inglaterra e na Escócia, enquanto não desmentido, é firmemente tratado dentro
de uma abordagem conceitual-conservacionista da criança. Já para os casos
criminais, a Inglaterra se posicionou contra a filosofia da mínima intervenção,
enquanto, de outro lado, a Escócia ainda o utiliza como um de seus pilares.
Apesar dessas inúmeras diferenças, as filosofias da Inglaterra e da Escócia
apresentam o ponto semelhante de adotarem uma postura preventiva, mesmo que o
foco dessa prevenção seja distinto em ambos.

### Um esboço dos sistemas já existentes: Escócia
Antes mesmo descrever os dois sistemas britânicos em
pauta, os autores apresentaram alguns dados de extrema relevância. Na
Inglaterra, sendo a idade mínima para responsabilização dez anos de idade e a
idade da maioridade dezoito anos, suas cortes trabalham com crianças e jovens
dos dez aos dezessete anos. Já na Escócia as cortes tratam de casos referentes
a crianças e jovens dos oito aos quinze anos de idade que tenham cometido
crimes e de casos de cuidado e proteção de crianças desde seu nascimento ao
mesmo limite de quinze anos. Assim, essa questão da idade constitui um ponto de
distinção de grande relevância entre ambos os sistemas.
A. Descrição Formal
É fundamental para a filosofia do sistema escocês que os
casos que envolvem alegações de crimes sejam tratados de modo similar aos casos
que podem fazer com o estado tenha que optar por medidas compulsórias de
cuidados dos interesses relacionados ao bem-estar das crianças. A grande
maioria dos crimes é reportada à polícia, de forma que se esta concluir que o
crime foi de fato cometido e que determinada criança foi a responsável, então
há quatro opções: nenhuma outra medida é tomada; a criança é oficialmente
advertida; encaminhar a criança a um funcionário chamado "repórter de
audição infantil”; ou, em um restrito número de casos, encaminhar a criança para
o procurador da república com vistas a uma eventual acusação. A segunda opção é
a mais comum dentre elas. Com relação ao “tratamento diferenciado”, pode-se
dizer que ele não quebra a ideia do sistema dual escocês. 
A audiência de uma criança é uma ocasião privada e, por
isso, precisa ocorrer em um lugar distinto das cortes comuns. A audiência é
focada nas necessidades da criança, de forma que nem a polícia e nem as vítimas
devem comparecer. O repórter, entretanto, deve comparecer, detendo todos os relatórios
policiais importantes ao caso. Um assistente social do departamento local
também deve comparecer. Assim, a intenção do sistema é que a criança, os pais,
o assistente social e todos aqueles que conduzem a audiência tenham a ampla
oportunidade, em uma atmosfera informal, de explorar cuidadosamente a discussão
não apenas no que toca os motivos que levaram a necessidade de haver a
audiência, mas também o que tange os aspectos sociais e familiares da vida
dessa criança. Dada essa intenção, é usual que os participantes das audiências
sentem-se ao redor de uma única mesa durante a audiência.
As regras para a realização dessas audiências permitem
que a criança ou seus pais levem alguém para falar em seus nomes durante essas
discussões, sendo que esse “representante” pode ser um advogado. A
justificativa para a ausência de representação legal é que isso mudaria a
atmosfera dessas audiências, tornando-a mais polarizada e agressiva, o que
desencorajaria que as crianças e seus pais expressassem seus reais pontos de
vista, inibindo, então, um diálogo construtivo. Ao final dessas audiências
deve-se haver uma decisão apropriada ao caso. Quanto às possibilidades
restritas de medidas a serem tomadas como parte da decisão proferida, Anthony
Bottoms e James Dignan ressaltam que tal fato como algo previamente deliberado
na corte escocesa, de modo a contemplar os princípios por ela abordados.Dentre
outros pontos, os autores apontam o considerável aumento do uso de medidas
não-intervencionistas em casos de crimes no sistema escocês em algumas etapas
de todo essa processo.
B. Uma visão geral de um sistema de bem-estar em ação em casos ligados a crimes
1. “Reporters”: os
chamados “reporters” assumem um papel muito importante no sistema de justiça
juvenil escocês, embora eles sejam poucos e suas tarefas as mais variadas,
como, por exemplo, explicar aos membros julgadores da audiência seus poderes e
deveres ou mesmo fazer referência a outra audiência.
2. Audiências infantis:
sua duração varia entre trinta minutos e quarenta e cinco minutos. Os membros
do comitê dessas cortes infantis que conduzem as audiências são pessoas leigas
da sociedade. Tribunais leigos, claramente, precisam, de tempos em tempos, de
assistência de expertises com relação aos procedimentos jurídicos, função
exercida por um funcionário conhecido como o “secretário dos juízes”. 
C. Ações em um sistema baseado nas necessidades da criança
Anthony Bottoms e James Dignan passam a analisar mais
profundamente, então, o modo como os crimes são considerados no sistema
escocês. Em teoria, um crime é simplesmente uma das possíveis etapas que, se
provada ou aceita, pode levar a criança a corte; uma vez que uma criança esteja
frente ao tribunal, o seu bem-estar deve ser o ponto primeiramente e
primordialmente observado. Essa abordagem parece não abordar quase nada o ato
criminoso em si nos casos em que estes estão presentes, o que gerou grande
discussão entre estudiosos da época e até mesmo entre os atuais.
Após uma série de levantamentos, os autores concluem que
as “ações” (deeds) são, na prática, de forma alguma irrelevante dentro do
sistema de justiça para jovens à base de bem-estar. O princípio de que o
bem-estar da criança é primordial é endossado pela maioria dos participantes
oficiais no sistema, mas em casos baseados em ofensa eles não costumam ignorar
o crime cometido pela criança. Muitas vezes, eles reinterpretam fatores
relacionados ao delito em linguagem assistencialista, mas os comentários não
raramente sobre o ato delinquente são feitos, ou as consequências adversas de
novas transgressões podem ser explicitamente abarcadas. Há tensões reais aqui,
e estas parecem ser inerentes ao modelo de bem-estar da própria justiça juvenil
quando se trata de casos baseados em ofensa. O sistema escocês tem lutado
seriamente com essas tensões, mas ainda não conseguiu superá-las.
D. Um estudo amostral
O estudo mais recente sobre o sistema escocês, realizado
por Lorraine Waterhouse e seus colegas (2000), fornece o primeiro estudo
empírico sobre essa temática, trazendo amostras representativas de crianças que
passaram por tais cortes. Esse estudo possibilitou a descoberta de que as
características das crianças infratoras eram similares às crianças que
precisavam de cuidados. Muitas dessas crianças foram consideradas como tendo
necessidades de cuidados mais amplos, além de se ter verificado que muitas das
crianças, eventualmente, tratadas pelo sistema devido a um crime cometido, já haviam
sido apontadas pelo sistema, em uma idade mais jovem, por outros motivos não
relacionados a infrações. Descobertas como essas fazem, ou naturalmente, tendem
a fornecer suporte empírico para esses sistemas de justiça juvenil, como, na
Escócia, em que é oferecida a integração entre os mecanismos para lidar com os
infratores e aqueles para lidar com crianças com necessidades sociais.
Dentre outras conclusões, as evidências apontadas por
esse estudo parecem sugerirque enquanto a inter-relação entre os mecanismos
para lidar com esses crimes e outras referências em idades mais jovens for uma
grande força de um sistema baseado em bem-estar, como a que, na Escócia, no
momento em que a criança chega à adolescência, um sistema à base de bem-estar
para lidar com infrator apresentará menor confiança entre os profissionais
desse sistema, podendo, até mesmo, levar a intervenções especialmente graves no
sistema adulto para aqueles que “falharam” no sistema para jovens.
E. Desenvolvimento das possíveis políticas
Em 1999 foi criado o chamado “Advisory Group on Youth
Crime”. Esse grupo, por sua vez, não propôs nenhuma mudança significativa ao
sistema escocês, mas enfatizou dois aspectos de grande relevância, previamente
abordados por outros estudos. O primeiro deles era a necessidade de uma
melhoria no tratamento de jovens infratores “persistentes”, que esse grupo
tinha a esperança de alcançar por meio da expansão de "de um leque de
medidas eficazes de qualidade, de intervenções e de programas baseados na
comunidade", o que exigiria enormes recursos extras. Já o segundo
referia-se a necessidade de melhoria do modo de transição do sistema jovem para
o sistema adulto. Além disso, esse grupo propôs o desenvolvimento de uma
estratégia nacional para definir objetivos, mecanismos, funções e recursos
necessários para enfrentar a criminalidade infantil.
Nesse cenário, alguns comentários foram tecidos por
Bottoms e Dignam. Em primeiro lugar, praticamente todo o impulso de fazer
política nesta área tem-se centrado exclusivamente na criminalidade juvenil,
com pouquíssima referência ao âmbito mais amplo de cuidados desse sistema. Em
segundo lugar, há uma tendência crescente para lançar política,
conceitualmente, através da idade entre dezesseis e dezessete anos para
partilhar e "preencher a lacuna" entre o que são agora descritos como
"dois sistemas paralelos para se lidar com jovens infratores, na Escócia”,
ou seja, o sistema infantil para os menores de dezesseis anos e os tribunais
para adultos para aqueles com mais de dezesseis. Em terceiro lugar, há um
sentimento crescente de um plano nacional para a criminalidade juvenil, fato
que também é muito evidente na Inglaterra. Em quarto lugar, e talvez mais
surpreendente, dentre esse plano nacional, há um renascimento do interesse de
políticas preventivas.

### Um esboço dos sistemas já existentes: Inglaterra
A. Descrição Formal
Um atributo chave das recentes reformas na justiça
inglesa para jovens é a adoção deum escopo chave estatutário para todo o
sistema de justiça juvenil, para que, assim, o crimes cometidos por crianças e
jovens sejam evitados. Todas as agências e indivíduos com responsabilidades por
essa justiça são agora obrigados por lei a levarem consideração este objetivo,
que, de acordo com o Ministério do Interior (2000a),  deve ser alcançado com base em seis objetivos
primordiais: a administração rápida da justiça; assegurar que os jovens
enfrentem às consequências dos crimes por eles cometidos, garantindo que os
fatores de risco associados a essas infrações sejam abordados em qualquer
intervenção, punindo apropriadamente e proporcionalmente à gravidade e
frequência do crime, encorajando a reparação por jovens infratores às suas
vítimas ou à comunidade em geral, e reforçando a responsabilidade dos pais.
No estatuto inicial que colocou em prática o novo sistema
(“Crime and DisorderAct 1998), foram atribuídas às autoridades governamentais
locais significativas responsabilidades adicionais em matéria de prevenção do
crime e  de justiça para jovens,
incluindo o dever de elaborar planos anuais para fornecer serviços locais
abrangentes e estabelecer "equipes" – denominadas “Youth Offending Teams”
- que cobrem a autoridade local. O principal dever do “YOTs” é coordenar e
prestar serviços para "todos os que deles necessitam", além de realizar
funções atribuídas à equipe pelo plano de justiça juvenil local. A composição
dos “YOTs” é parcialmente prescrita por lei, em que cada equipe local deve
conter pelo menos um de cada um desses: assistente social do departamento de
serviços sociais de autoridade local, oficial de justiça, policial, pessoa
nomeada por uma autoridade de saúde local e pessoa nomeada pelo oficial chefe
de educação local. Ademais, outro atributo de vital importância corresponde ao
“Youth Justice Board” para a Inglaterra e para o País de Gales, criado por um
ato em 1998, que visa analisar as melhores estratégias a serem perseguidas,
além de outras funções mais específicas.
As mudanças feitas ao sistema de justiça juvenil na
Inglaterra e no País de Gales não foram restritas unicamente às reformas e às
responsabilidades institucionais, mas também se estenderam ao próprio processo
de em si. Com efeito, o sistema como um todo foi alterado de modo significativo
desde 1998, ficando conhecida como a “Nova Justiça para Jovens”. Embora existam
alguns pontos importantes de continuidade entre o "novo" sistema de
justiça juvenil e aquele o qual foi substituído, estes são quase
irreconhecíveis.
B. Uma avaliação preliminar das novas reformas de justiça juvenil em operação
Apesar de sua recente introdução, a maioria das novas
reformas no âmbito da justiça para jovens foram pilotados e alguns resultados
preliminares dessas pesquisas já estão disponíveis. Estes fornecem os primeiros
indícios de um possível impacto das reformas, uma vez que foram
"lançados" a nível nacional. Usando essas e outras fontes
preliminares, então, Anthony Bottoms e James Dignan teceram breves comentários
sobre alguns aspectos desse novo sistema operacional, enfatizando que essas
reformas são ainda muito recentes para uma avaliação definitiva.
Quanto às mudanças organizacionais, as duas principais
alterações foram com relação à criação dos chamados “YOTs” e o advento, pela
primeira vez, de uma agência nacional de supervisão –“Youth Justice Board”.
Para Bottoms e Dignam a criação de uma agência tão poderosa, com sua própria agenda
e, também, com suas próprias prioridades, deu origem a uma estranha fase de
transição durante o período em que a responsabilidade pela formulação da
política de justiça jovem estava sendo transferida da “Juvenile Offenders’
Unit” no “Home Office” para o novo corpo. A segunda observação é que a criação
de tal agência acarretou certo grau de competição entre o recém-criado Conselho
e alguns dos "feudos" de justiça criminais estabelecidos já no que
diz respeito tanto ao "terreno" os quais eles reivindicam e também
seus processos formais de cooperação. A última observação feita pelos autores
está relacionada ao processo de planejamento e de contabilidade.
No que toca os processos à espera de julgamento,
especialmente aqueles que contêm avisos finais, pode-se depreender quatro
pontos fundamentais. Primeiro que antes de decidir sobre um aviso, os serviços
policiais deveriam realizar uma avaliação formal da gravidade da infração e
qualquer crime anterior e, em segundo, que os programas de intervenção
apresentavam um status bastante intrigante e diferenciado. Em terceiro lugar, a
prática de se fazer um último aviso acabou desenvolvendo dois modelos distintos
de trabalho, que foram estabelecidos em diferentes áreas de força policial,
sendo que no primeiro o infrator recebe um aviso da policia e depois é
encaminhado para o YOT, enquanto no segundo, ocorre exatamente o contrário. Por
último, pelo menos em algumas áreas, YOTs estavam lutando para cumprir com
todas as tarefas que lhes foram atribuídas.
Uma característica proeminente das novas reformas feitas
à justiça juvenil tem sido a tentativa de acelerar o processo de acusação,
particularmente no que diz respeito ao tempo necessário para lidar com jovens
reincidentes. Ademais, assim como o YOT e as avaliações dos avisos finais, os
resultados dos vários relatórios de avaliação o dos funcionários designados
para julgar os infratores e a introdução associada às ordens de referência
mostram uma mistura de sucessos e decepções. No lado positivo da balança,
Bottoms e Dignam apontam que os YOTs estabeleceram com sucesso a infraestrutura
institucional para os YOPs a partir do recrutamento e da formação de um número
suficiente de membros da comunidade que seriam parte dessas cortes.
Ao tratarem desses assuntos, os autores abordaram outros
tópicos como os padrões de sentenças, apresentando dados estatísticos, ordens
parentais, evidências de eficácia global e algumas observações finais. Nesse
último ponto, então, Bottoms e Dignam puderem concluir que o sistema de justiça
inglês permanece em um estado de fluxo constante e, apesar de alguns aspectos
parecerem estar em processo de mudanças, as dúvidas persistem sobre quando
essas reformas vão criar suas “raízes” de forma plena. Em segundo lugar, parece
ser mais fácil levar em diante mudanças organizacionais do que mudanças
culturais dentro de um contexto de justiça aplicada aos jovens, em especial
quando essas mudanças “nadam contra a corrente" de algumas práticas de
trabalho previamente estabelecidos. Em terceiro lugar, as tentativas do governo
de promoverem mudanças nesse âmbito da justiça para jovens e crianças têm sido
desiguais, com maior ênfase nas metas referentes à promoção de maior
eficiência. Mas, mesmo aqui, há distinções no nível de comprometimento com os
diferentes aspectos do programa de reformas, com maior ênfase aos princípios da
prevenção e da intervenção e menor, naquelas relativas ao envolvimento da
vítima e a justiça restaurativa.
Por fim, Bottoms e
Dignam concordam em dizer que ainda é muito cedo para afirmar conclusivamente
se alguma das reformas está conseguindo melhorar a reincidência de taxas que
eles elas são destinados a alcançar. A evidência disponível em reincidência é
mais tímida e precisa ser tratada com prudência, apesar de ser possível
observar algumas afirmações entusiasmadas de fontes oficiais.

### Os Processamentos distintos de jovens infratores na Inglaterra e na Escócia
Após apresentarem os contornos dos sistemas de justiça
para jovens tanto na Inglaterra quanto na Escócia, Anthony Bottoms e James Dignan
preocuparam-se em analisar alguns dados e aspectos comparativos entre ambos,
com limitação às pesquisas que haviam sido publicadas até então. Dois
conceitos-chave fora, portanto, utilizados nesta análise: em primeiro lugar,
"o processamento final" é utilizado na Inglaterra, para considerar
culpado de um crime condenável no Tribunal da Juventude, e na Escócia, para
fazer uma aparição antes de audição infantil em um terreno de delito; segundo,
"processamento inicial" refere-se, na Escócia, para ser encaminhado a
um repórter em um terreno de ofensa, e na Inglaterra, para processar
oficialmente por um delito na mínima medida por ser formalmente advertido por
uma infração grave.
Nesse contexto, os autores apontam a diferença da
tendência temporal entre ambos os países, além da distinta distribuição de
idades para cada tipo de procedimento. Na Inglaterra, constituída por um
sistema de justiça criminal explícito, a acusação é uma decisão, obviamente,
mais grave do que uma advertência, por isso é compreensível se for usado menos
quanto mais nova for a criança. Considerações semelhantes aplicam-se, em certa
medida, no sistema escocês, mas a orientação relacionada ao bem-estar em seu
sistema provavelmente diminui essa tendência.
Na Inglaterra, houve um declínio dos “processamentos
iniciais” em meados da década de 80, enquanto, por outro lado, houve o aumento
do número de advertências informais, que não aparecem nas estatísticas
estudadas. Em contraste, na Escócia não há nenhuma evidência de ocorrência de
um quadro similar.          

### Relações do sistema: a justiça para em relação aos outros sistemas formais de controle social
A. Limites de idade que regulam a entrada no sistema de justiça juvenil em casos de infração
Questões relacionadas com a idade de entrada para o sistema
de justiça juvenil são complexas, e é importante notar desde o início que elas
englobam dois conjuntos diferentes de questões. A primeira relaciona-se com a
idade em que as crianças são consideradas como tendo a capacidade mental para
cometer um crime; a segunda refere-se à idade em que se considera adequado que
as tornem passíveis de serem parte de um processo e de receberem sanções
formais. Começamos por brevemente traçar a evolução dos limites de idade nas
duas jurisdições antes de examinar separadamente alguns principais
desenvolvimentos contemporâneos.
Em ambas as jurisdições a idade em que uma criança
poderia figurar em um processo mudou de sete anos para oito ambos em 1932,
sendo que apenas na Inglaterra e no País de Gales essa idade subiu para dez
anos em 1963. Embora não tenha havido movimentos paralelos em direção a uma
maior "responsabilização" das crianças mais jovens na Escócia como
ocorreu na Inglaterra, tem havido recentes propostas de alteração dos limites
de idade.
B. Relação entre a justiça para jovens e os sistemas de bem-estar social
Como apontando anteriormente por Bottoms e Dignan, a
diferente relação estrutural entre o que costumava ser chamado de
"criminoso" e as jurisdições de "cuidado", constitui o
maior ponto de divergência entre os sistemas inglês e escocês. Há, no entanto,
pelo menos uma interface organizacional interessante entre os dois sistemas
jurisdicionais, relativa 
a, recentemente
introduzida, ordem de segurança infantil para crianças menores de dez anos de
idade. A introdução de ordens de segurança para crianças ficou em linha com a
filosofia intervencionista do governo trabalhista, especificamente no que diz
respeito ao comportamento desordenado e criminal de crianças abaixo da idade de
responsabilidade criminal.
Os autores ressaltam que as dificuldades da interface
entre os sistemas jurisdicionais baseados em cuidados e os sistemas
jurisdicionais baseados em crimes também podem ser agudas em relação às pessoas
com mais de dez anos de idade que cometem crimes, mas que também têm claras
necessidades imbricadas a seu bem-estar.
C. Jovens julgados nos tribunais para adultos
Tanto o sistema escocês e quanto o inglês permitem um
número limitado de jovens a serem processados em tribunais para adultos. Na
Escócia, a polícia pode relatar um jovem acusado de ter cometido um crime ao
procurador fiscal para ocorrência de um possível processo. Isso ocorre,
primeiramente, devido a crimes mais sérios, que por sua gravidade devem ser
analisados fora do âmbito da justiça para crianças e jovens e, em segundo
lugar, pois se acredita que o procurador fiscal deva agir no interesse público.          

### Questões contemporâneas fundamentais
Passa-se então a discutir alguns problemas contemporâneos para os sistemas, especificamente a possibilidade de mudança no papel da polícia. Atualmente, a polícia está assumindo um papel extremamente ativo, utilizando-se de um excesso de reprovação, para que se aumente cada vez mais o controle social. Punem, eles mesmos, os menores criminosos, sem qualquer tipo de audiência. Essa interferência tem gerado consequências desastrosas, uma vez que se enfraquece o sistema jurídico e são distorcidos os limites das funções que cada autoridade deveria exercer, tornando a separação de poderes menos efetiva, uma vez que um único expoente, ou seja, a polícia passa a combinar uma ampla gama de funções.          
Um importante instrumento internacional promulgado em 1989 é o United Nations Convention on the Rights of the Child. Em um de seus artigos, dispões que as crianças devem ter a chance de serem ouvidas em qualquer procedimento judicial e administrativo que as afete, tanto direta quanto indiretamente, de forma consistente com os procedimentos de regras internacionais. Também fica decidido que caso alguma criança seja privada da sua liberdade ela deve ter o direito de pronto acesso a assistência legal, ou outra assistência apropriada, e também de ter o direito de refutar a legalidade dessa privação de liberdade antes de a corte ou o tribunal declare definitiva a sentença. Apesar dessas disposições, no contexto escocês, por exemplo, as crianças deveriam levar um “amigo” à audiência, que teria o papel de seu representante legal, porém os fundos públicos não são suficientes para que essa exigência seja atendida em todos os casos. Outra dificuldade é que a algumas crianças pode ser imposta um espécie de ‘prisão domiciliar’, e essa medida compulsória é considerada também como privação de liberdade, porém como na maioria dos casos em que trata-se de supervisão em casa é muito difícil que haja alguém representando legalmente aquela criança ela perde o direito de refutar a legalidade da sentença, não sendo possível cumprir na integra tal acordo internacional citado anteriormente. 
Outro fator preocupante na Inglaterra e Escócia é com relação à extensão das penas que são aplicadas aos jovens infratores e também a natureza das condições de custódia nas quais eles são mantidos. Tratados internacionais estipulam que a prisão de um menor deve ser feita apenas em último caso, sendo essa uma medida excepcional e usada com muita cautela. Estudos comprovam que a Inglaterra e a Escócia são os países que possuem os números mais altos de prisioneiros com menos de dezoito anos e esse número cresce cada vez mais. A maioria (56.5%) tinha dezessete anos, seguido pelos de dezesseis (32.1%) e então os de quinze (11.4%). 
Ainda no campo do United Nations Convention on the Rights of the Child tem-se que, caso uma criança seja privada da sua liberdade deve ser tratada com humanidade e respeito, sendo levadas em consideração todas as necessidades que ela possui. Elas devem ser, então, separadas dos adultos. A não ser que isso não seja o mais adequado para um determinado menor. Além disso, ele deve poder manter contato com a sua família. Através de cartas e visitas frequentes. Não constantemente essas condições são atendidas. 
Busca-se reduzir os níveis de ofensividade, porém constatou-se que há limites aos poderes concedidos às autoridades, e condições que devem ser respeitadas e quando se extrapolam limites e deixam de cumprir condições, a taxa de reincidência é maior. 
A Justiça Restaurativa consiste em um modelo não punitivo, baseado em valores, que tem como principal objetivo a reparação dos
danos do delito causados às partes envolvidas – vítima, ofensor e comunidade – e, quando possível, a reconstrução das relações rompidas. Apresenta-se como uma alternativa ao modelo retributivo, tendo em vista mudanças mais profundas e concretas diante das ineficiências e deslegitimidades do sistema penal. Esse movimento teve origem nos anos 1970 e 1980, a partir de referências de tradições pacificadoras antigas e iniciativas no Canadá e Nova Zelândia O conceito de justiça restaurativa está se difundindo muito lentamente na Inglaterra. Mas existem algumas iniciativas que visam aumentar a aplicação desse conceito. Uma ideia é que sejam realizadas mediações entre a vítima e o criminoso para que se repare o dano causado. Esse tipo de mediação começou a ser utilizado com mais frequência a partir dos anos 80 e receberam um apoio financeiro do Home Office. A intervenção de mediadores marca uma das formas de viabilizar o procedimento restaurativo. O papel da mediação é o de garantir que as partes dialoguem de modo a construir conjuntamente um acordo justo para ambos os lados. Ocorre que o diálogo entre as pessoas afetadas torna-se muito delicado em decorrência dos impactos causados pelo conflito. Por isso, a mediação irá primar para que esse diálogo não seja mais uma forma de conflito, mas sim um meio para a reparação dos danos e restauração das relações sociais. Pesquisas observaram que a presença das vítimas nas audiências é muito baixa, sendo que apenas 13% compareceram. Das que compareceram, apenas 28% conseguiram chegar a um consenso, o que comprova o quanto a cultura da justiça restaurativa recebe pouco crédito e atenção nesses locais.

### Conclusão
Com esse estudo, então, Bottoms e Dignam esperam que seja possível desenvolver alguns tipos de ações preventivas em favor dos jovens criminosos, para que se proteja cada vez mais, seus direitos, para que haja uma idade determinada para a transição desses jovens para o sistema de punição adulto e que essa idade não seja desrespeitada em hipótese alguma, para que se dê ênfase aos crimes que podem levar a privação de liberdade de menores de 18 anos e que, somente nesses casos, previamente definidos, seja tomada essa atitude. Além disso, podem ser desenvolvidos programas para que o foco do sistema deixe de ser a punição, somente pela punição, e que haja uma integração desse jovem na sociedade, para que além da pena, haja uma ressocialização, diminuindo, consequentemente, os níveis de reincidência.

## Localidade dos crimes

### Explicações acerca do crime e seu lugar
No artigo intitulado "Explanation of crime and place”, dois
criminologistas refletem, na companhia de geógrafos, acerca de aspectos da
distribuição espacial de crimes. O foco de abordagem é elaborar a denominada
“Teoria da Estruturação”, estabelecendo uma intima ligação entre as relações em
sociedade e as estruturas espaciais, atrelando conhecimentos criminológicos,
sociais e geográficos. 
No início da abordagem, Bottoms apresenta
uma questão abordada em um artigo publicado no American Journal Criminology, no
ano de 1989, de extrema relevância para o debate que se propõe a enfrentar:
será que a rotina de atividades de um indivíduo, levando em consideração o
desenvolvimento do lugar em que ele se insere, é capaz de possuir caráter
criminalizante? Em outras palavras, lugares têm a capacidade de causar crimes
ou simplesmente possuem a tendência de hospedar e atrair crimes que
aconteceriam de qualquer forma em outro lugar? 
Como cientistas sociais, os autores
acreditam que, além de ser importante levar em consideração os aspectos mais
objetivos de distribuição estatística dos indivíduos no espaço, também se deve
adotar uma visão etnográfica e considerar os tipos de relações interpessoais
naquela localidade e a maneira como estas se dão. Desse modo, evitar-se-ia uma
visão extremamente determinista da criminologia, como a sugerida pelo American
Journal Criminology.
Bottoms apresenta, de forma detalhada,
uma análise realizada na cidade de Chicago, na qual foram adotados dois métodos
diferentes e complementares entre si: levou-se em consideração dados
estatísticos de distribuição de criminosos nas localidades da cidade e, ao
mesmo tempo, aspectos da etnografia da vida de rua e do crime. Nesse estudo,
foi constatado que as residências dos delinquentes não eram aleatoriamente
distribuídas pela cidade, mas sim que havia um claro padrão em tal alocação. De
modo a explicar tal conglomeração espacial de residências de criminosos,
recorreu-se, primeiramente, ao processo de evolução histórica e desenvolvimento
urbano do local, que, devido às suas particularidades, acabou por alocar
marginalizados em regiões específicas. No entanto, essa teoria mostrava-se
adequada apenas para a realidade de Chicago, não possuindo, portanto, um
caráter amplo e geral, aplicável a outros estudos. 
Continuou-se a análise da cidade de
Chicago e, por meio da pesquisa etnográfica, desenvolveu-se o conceito chave de
“desorganização social”: crimes manifestam-se em locais nos quais há falta de
estrutura, que acabam legitimando e encorajando comportamentos delinquentes.
Essa teoria foi de grande influência para o desenvolvimento da criminologia,
pois apresentava o caráter de generalidade que faltava à teoria da evolução histórica
e urbana. No entanto, ela foi submetida a diversas críticas. O conceito de
“desorganização social” foi acusado de ser mais um julgamento de valor do que
uma constatação empírica real, uma vez que ele não levava em consideração as
diferentes visões existentes acerca da ideia de organização social. Ou seja,
comportamentos não podem ser caracterizados como ilegais e criminosos, quando
são apenas socialmente condenáveis de acordo com a visão moral daquele que os
avalia. Portanto, a teoria da “desorganização social” ainda deixou uma grande
lacuna na explicação que visa inter-relacionar análises estatísticas da
distribuição de crime no espaço com estudos etnográficos, de modo a compreender
quais características são capazes de gerar um crime ou um criminoso.
Cientistas sociais sempre tiveram um
problema para encontrar um modelo de explicação adequado para a criminologia:
as explicações ou operam com uma visão extremamente determinista que nega
qualquer relevância das ações e intenções humanas ou são tão particularizadas
que cerceiam qualquer possibilidade de ciência social.
De acordo com Giddens, as ciências
sociais não abarcam nem a experiência do ator individual nem a existência de
qualquer forma de totalidade social, mas sim práticas ordenadas através do espaço
e do tempo. Se se quiser entender a geografia do crime, tem-se que compreender
como o lugar, através do tempo, influencia comportamentos conscientes ou
inconscientes adotados por atores sociais que se inserem naquele meio, naquele
tempo.
Para Giddens, a “Teoria da Estruturação”
pretende escapar do tradicional dualismo, típico em teorias sociais, entre a
objetividade e a subjetividade, procurando atrelar um ao outro. Adotando tal
premissa, grande parte dos aspectos objetivos só poderia ser entendida através
da análise das ações subjetivas dos agentes sociais. E tais ações subjetivas,
por sua vez, só aconteceriam devido à realidade objetiva em que os indivíduos
que a apresentaram encontravam-se. 
“Seres humanos têm a capacidade de fazer
história, por mais que em circunstâncias não escolhidas por si próprios”. Nessa
frase exemplificativa, têm-se ações subjetivas (seres humanos fazendo história)
influenciando aspectos objetivos (por meio de suas ações, os indivíduos
moldaram, mesmo que de forma inconsciente, algumas das circunstâncias do meio
em que se encontravam). E, ao mesmo tempo, entende-se que os aspectos objetivos
(circunstâncias em que os indivíduos encontravam-se, independentemente de suas
vontades influenciaram as ações subjetivas (o modo que agiram conscientemente,
fazendo história).
A “Teoria da Estruturação” de Giddens
afirma que uma determinada realidade não é resultado somente das ações
conscientemente realizadas pelos humanos. Ações humanas podem, frequentemente,
não ser guiadas por intenções conscientes: a estrutura pode ser bem diferente
do que os indivíduos haviam conscientemente previsto e planejado. Ou seja,
muitas vezes, o resultado final não se deu por ação específica consciente de
alguém ou de várias pessoas, mas se deu devido ao fato de uma expressiva
parcela dos indivíduos que se encontravam naquela localidade ter adotado
determinada conduta, mesmo que inconscientemente , que acabou por ter aquelas
características como resultado.
Giddens
utiliza o exemplo de uma natural segregação étnica em uma vizinhança para
melhor explicar seu pensamento. Mesmo não havendo uma hostilidade entre os
diferentes grupos existentes na região, é natural que os membros de cada grupo
não queiram ser a minoria étnica na sua vizinhança. Consequentemente, acabam se
juntando nas mesmas localidades (aspectos objetivos influenciando decisões
subjetivas). Há segregação de diferentes tipos étnicos, mesmo que não seja essa
a intenção. Individualmente, as pessoas tiverem poder de decisão. Como um todo,
o resultado não foi algo querido. Ressalta-se que, mesmo não sendo querido, o
cenário final foi construído por ações humanas (ações subjetivas construíram o
cenário objetivo). 
Albert Reiss apresenta o conceito de
“community crime career”, que será aprimorado por Bottons e Wiles. O termo
abrange a ideia de que o padrão de criminalidade de uma vizinhança é a soma das
consequências, queridas ou não, do modo em que os atores individuais interagem
(modo este que está ligado ao local em que vivem). Ou seja, o meio em que o indivíduo
está inserido o levará a ter determinadas ações individuais que poderão
influenciar os outros indivíduos que naquela comunidade vivem a adotar condutas
criminosas. Assim, aquele meio se tornaria propício ao desenvolvimento de uma
“carreira do crime”. 
No
entanto, Bottoms acredita que a localização é apenas um dos aspectos que compõe
o conceito de “community crime career” e que este termo precisa de maior
elaboração. O que Bottons e Wiles argumentam é que um entendimento propício dos
aspectos espaciais de criminosos e vitimas somente será possível se se for
capaz de incluir neste o ambiente natural, o ambiente construído, a política, a
economia, o contexto social e cultural, a estrutura das áreas, as ações dos
indivíduos, analisando, minuciosamente, o processo de interação entre eles.

### Pesquisa de crime localizado em oposição às áreas de uma cidade
Pesquisas sobre crimes se tornaram recentemente um importante aliado do estudo da criminologia tanto na Grã-Bretanha, quanto em diversos outros países. As duas primeiras varreduras realizadas pelo ‘British Crime Survey’ (Hough e Mayhew 1983, 1985) forneceram informações de grande valor para os criminólogos e tiveram enorme impacto nos processos de formulação de políticas e em algumas seções relativas ao público em geral: foram analisadas 11.000 famílias espalhadas pela Inglaterra e por Gales. Outros estudos mais localizados em regiões específicas também foram realizados. As pesquisas, realizadas em três distritos de Londres Brixton, Hackney e Kensington, mostram que existe uma diferença entre os números de crimes informados aos pesquisadores e o número de crimes oficialmente reportado, apesar disso, os três distritos se apresentaram na mesma ordem de crimes cometidos, em ambos os casos, sendo ela: Kensington, Brixton e Hackney. 
Bottoms foca, em uma pesquisa mais localizada, realizada na cidade de Sheffield, que possui uma população pequena. Foram feitas as comparações entre as informações coletadas e as informações oficiais, e as áreas com maior discrepância entre esses números foram o foco da pesquisa. Para designar as áreas, Bottoms utiliza-se de um código com três letras: (i) primeira letra: O – se está ocupada pelo proprietário; C – se foi alugada pelo setor público; R – alugada pelo setor privado (ii) segunda letra: H – se são casas de low-rise; F – se são blocos ou flats de high-rise (iii) terceira letra: H – se a taxa de risco nessa área era alta em 1971; L – se a taxa de risco era baixa em 1971. 
•          Grupo 1: (i) CHH – casas de dois andares, geminada, construída no começo do século. As taxas de ofensividade deste local era muito alta e, além disso, ele possuía uma reputação adversa. (ii) CHL – área adjacente a anterior, separada por uma pequena estrada e por algumas lojas. Construída um pouco depois que a CHH, possuiam um tipo de arquitetura muito parecido, porém com taxas de risco muito menores.
•          Grupo 2: (i) CFH – casas com acesso por deque, construídas próximas ao centro da cidade, nos anos 60, com taxas altas de risco, mas não tão altas como CHH (ii) CFL – também eram casas com deques, adjacentes às anteriores, porém construídas alguns anos antes, com muitos andares e espalhadas ao longo de uma encosta. Baixo risco de ofensividade.
•          Grupo 3: (i) RHH – pequena área dentro da cidade, com diversos tipos de casas térreas, incluindo algumas muito grandes, predominantemente alugadas privativamente. Próximo a uma universidade, por tanto oferecia moradia barata para os estudantes que moravam conjuntamente em repúblicas. Possuía a maior taxa de ofensividade e era conhecido pela prostituição que havia neste local. (ii) RHL – havia duas partes distintas nessa área. Para o leste, eram casas semi-geminadas e térreas e ocupadas predominantemente pelos proprietários. Para o oeste, havia uma área menor, com casas térreas predominantemente alugadas e com áreas de remoção de favelas, que estavam aguardando a demolição na época da pesquisa. A área como um todo tinha uma taxa baixa de ofensividade. Porque a pesquisa mostrou que as duas partes eram muito diferentes, no artigo Bottoms as trata distintamente: RHL (O) e RHL (D) respectivamente (iii) OHL – área de moradores da classe média, com casas semi-geminadas, ocupadas pelos proprietários. Era a única das sete áreas ocupada predominantes por classe média.
A pesquisa foi feita utilizando diversos temas e assuntos ligados ao crime, como qual era a percepção geral dos moradores nas áreas em que eles vivem, quais eram as características sociais daqueles que participaram da pesquisa, assim como do resto de suas famílias, por exemplo. Utilizou-se de material oficial para analisar as taxas de determinados incidentes e foi possível concluir que as áreas com maiores taxas de ofensividade (CHH, CFH e RHH) são também as áreas que apresentaram maior número de ilícitos cometidos. Comprovou-se também que CHH e CHL possuem poucas diferenças sociais, porém possuem uma considerável diferença no nível da ofensividade dos locais. Quanto à educação, todas as áreas, menos OHL e RHH, possuíam a maioria da população com educação completa até os 16 anos. Além disso, RHH possuía uma proporção maior de pessoas solteiras, o que não se apresentou como um resultado surpreendente, devido a essência dessa região. Também se constatou que a grande maioria, de todas as regiões menos RHH, havia nascido na Inglaterra. Isso comprova que RHH apresentava-se como uma área multirracial, com integrantes advindos da Ásia, oeste da Índia e da Irlanda. Além de RHH, apenas CFH possuía um número considerável de negro que habitavam a região. Os casais de CFH possuíam filhos mais novos e poucos residentes com mais de 55, sendo uma área predominantemente jovem, o que também acontecia em RHH, que possuía um expressivo número de moradores entre 17e 24 anos. 
Concluindo:
•          Grupo 1: foi constatado que as duas áreas que integram esse grupo possuem poucas diferenças sociais, o que foi uma surpresa para os pesquisadores, uma vez que as taxas de ofensividade eram muito discrepantes.
•          Grupo 2: algumas diferenças foram constatadas, mas CFH possuía um número considerável de residentes recentes e uma população mais jovem. Mais uma vez, há surpresa, devido aos índices de crime diferentes, anteriormente citados.
•          Grupo 3: diferenças mais drásticas constadas entre RHL (o) e OHL. RHH também apresentou mais gente solteira e mais jovem, com diferenças étnicas e maioria masculina residindo na região.  
Há uma dificuldade nesses tipos de pesquisa, uma vez que ao perguntar para as pessoas quantas vezes determinado crime havia acontecido, é difícil chegar a uma estimativa exata, pois certos ilícitos ocorrem tantas vezes e já se tornaram tão comuns e determinados locais que se chegar a um número preciso é praticamente impossível. Os resultados são estimativas, já que, para efeito de pesquisa, uma pessoa que foi feita vitima apenas uma vez e uma pessoa que foi feita vítima diversas vezes são aproximadas. Outro problema metodológico está ligado às ofensas às famílias; essa pesquisa distingue (i) ofensas a família – cometidos contra os membros da família como um todo, como assalto a casa, roubo de veículo e, nesses casos, as taxas são calculadas em relação ao número de membros da família (ii) ofensas pessoais – cometidos contra indivíduos determinados, como roubo de carteira, por exemplo e, aqui, as taxas são calculadas levando em consideração apenas o indivíduo. 
Com a pesquisa, contatou-se que diversos outros crimes foram cometidos, sendo esse número maior do que o que era de conhecimento da polícia. Um crime teve expressivo destaque na pesquisa, que é o roubo de garrafas de leite, mas ele foi excluído da análise do British Crime Survey devido ao seu caráter mais trivial, porém Bottoms acredita que ele não deveria ser ignorado, pois ele ilustra como o problema dos crimes pode ser descrito como um acúmulo de aborrecimentos. Percebeu-se que em áreas mais próximas às cidades, as taxas de crimes registrados oficialmente e pela pesquisa, apesar de serem diferentes, tinham uma discrepância menor do que as taxas registradas em áreas mais afastadas. São muitas as vítimas que decidem não reportar o ocorrido às autoridades e não muitos alegaram que escolheram isso devido à trivialidade do ilícito. 
Também se perguntou a alguns residentes se eles já haviam cometido algum crime e, caso a resposta fosse positiva, há quanto tempo isso havia ocorrido ou se era uma coisa frequente; os entrevistados informaram que essa foi a parte mais difícil de responder da pesquisa inteira e isso levantou dúvidas sobre a compreensão e honestidade dos entrevistados, já que algumas das respostas dadas foram: “viajei de ônibus, trem ou metro e deliberadamente não paguei pela passagem”, “pegou do chão algo que eu sabia que pertencia a outra pessoa”, deliberadamente levou algo de um shopping sem pagar” e “sonegação de impostos”. 
Se forem afastados os problemas metodológicos inerentes a determinadas pesquisas, pode-se extrair algumas conclusões: (i) deve-se analisar cuidadosamente as taxas e índices que as autoridades possuem, uma vez que os números registrados são diferentes dos números reais. (ii) áreas com menor índice de onfensividade podem apresentar número expressivo de crimes cometidos e de problemas sociais (iii) a visão do morador de determinada área pode apresentar-se de maneira distorcida, e isso se deve aos estereótipos designados àquela área determinada (iv) observou-se que nas áreas com maiores níveis de ofensividade, crimes mais graves não eram cometidos com frequência, pelo contrário, crimes de menor valor eram cometidos, esses últimos com grande frequência.

### Mercado de habitação e carreiras do crime em comunidades residenciais
Bottoms afirma, no artigo “Housing Markets and Residential Community crime
careers: a case study from Sheffield”, que
uma das chaves para entender as comunidades residências que propiciam a
carreira do crime (“residential community crime careers”) está justamente no
mercado de habitação (“housing market”). O autor procura provar sua tese por
meio de experiências empíricas, que serão aqui apresentadas.
O conceito de “housing market” envolve
não aspectos econômicos (mercado imobiliário), mas sim a dinâmica das áreas
residenciais. Ou seja, a ideia de “housing market” engloba as análises do
movimento das famílias para dentro e fora de uma área e, ainda, como se dá a
vida e convívio social dentro da comunidade.
A
fim de compreender e explicar o comportamento delinquente dos residentes de
determinada localidade, é vital considerar diversos aspectos acerca dos
próprios indivíduos: quem vive nessas áreas, como eles se instalaram lá, que
tipo de vida social os indivíduos criaram, como pessoas não residentes nessas
áreas reagem aos que ali vivem e porque eles permanecem nessas áreas e não
optam por se mudarem. 
Além disso, também é essencial levar em
consideração aspectos sociais de caráter geral, entre eles: as relações sociais
que se estabelecem dentro daquela área, o processo de socialização das crianças
e jovens, o trabalho das agencias de controle social na localidade, seu
desenvolvimento econômico, a forma física do local (incluindo características
naturais e o design das construções), entre outros.
Sendo assim, o “housing market” não
opera sozinho no desenvolvimento de criminosos em determinadas localidades: ele
interage com uma gama eclética de outros aspectos também de essencial
relevância para entender a propensão de certas áreas na formação de indivíduos
que seguem a carreira do crime. 
Foram realizados estudos empíricos para
se compreender quais aspectos eram relevantes na determinação de uma conduta
criminosa ou, ainda, na determinação de um criminoso.
Dentro da cidade inglesa de Sheffield ,
foram analisadas, na década de 1970, duas regiões: Gardenia (com 3000
habitantes) e Stonewall (com 2500 habitantes). As duas regiões não
apresentavam, à época, qualquer característica muito divergente em relação a:
classes sociais, composição por gênero, composição por idade, porcentagem de casados,
porcentagem de desemprego e tempo de permanência na habitação atual. Ambas eram
compostas, predominantemente, pela classe trabalhadora branca e com alta
proporção de abandono do ensino básico entre os habitantes. Apesar de todas
essas similaridades demográficas, as duas áreas apresentavam diferenças
assustadoras nos seus índices de criminalidade: não havia dúvidas de que
comportamentos criminosos eram mais frequentes entre os residentes de Guardenia
do que aqueles de Stonewall. 
Neste ponto, coloca-se a seguinte
questão: como podem duas regiões demograficamente tão similares possuírem taxas
de criminalidade tão diferentes entre si?
Stonewall
foi criada como um estado muito seleto, destinado à classe trabalhadora dos
artesãos e suas famílias e foi sempre administrada de modo a manter uma boa
reputação e uma área respeitável. A interação desse “housing market” de
Stonewall com aspectos históricos, econômicos e sociais ajudaram-na a manter a
posição de local com baixa criminalidade.
Já Gardenia, apesar de ter partido de um
ponto muito similar a Stonewall, tornou-se uma região totalmente diferente. Há
alguns motivos para isso. O primeiro envolve o fato de, na década de 1940, ter
ocorrido em Gardenia uma enorme evasão populacional (não se sabe bem ao certo a
razão, mas acredita-se que muitos se viram atraídos pelas novas cidades que se
formavam ao redor da região ou, simplesmente, porque um grupo de pessoas deixou
a cidade a acabou influenciando, não intencionalmente, outros grupos). Como
consequência disso, tem-se um segundo fator: tanta evasão conferiu uma má
reputação à Gardenia (apenas pessoas desesperadas por moradia ou aqueles que
possuíam familiares na região iam para lá). Outro aspecto capaz de explicar a
diferença de criminalidade entre Gardenia e Stonewall é o fato de, na primeira,
as crianças serem menos supervisionadas, orientadas e disciplinadas pelos pais
quando comparada à atenção, preocupação e dedicação dos pais na segunda. O
“housing market” de Gardenia apresentava-se significativamente diferente do de
Stonewall. 
Diante do exposto, pode- se notar como a
mudança no “housing market” de uma região afeta diretamente o desenvolvimento,
ou não, de comunidades que propiciam a carreira do crime naquela localidade. No
entanto, como ressaltado anteriormente, não somente a análise do housing market
é crucial para se obter um panorama criminológico de uma localidade, mas também
se mostra indispensável a consideração de aspectos culturais, físicos e
naturais da região, processo de socialização, entre outros.

### Sinais de desordem, ordem e controle
O mais comum de ser percebido como “principais ameaças” são todos os eventos desordenados ou desregrados que ocorrem no espaço público. Esses incidentes mandam “sinais” poderosos aos residentes dessas áreas para que possam dizer que a sua região está fora de controle, como drogas, adolescentes circulando, ou grafite. Tais incidentes geralmente mandam um sinal mais poderoso de ameaça do que os roubos residenciais, tradicionalmente reconhecidos pela polícia como “crimes reais”. Mais do que isso, há um interesse comum em gerar maior uso e menor perigo nesses espaços públicos frequentados.
Tais vínculos, ligações e aflições estão intimamente conectados não só com histórias pessoais, como também com o desenvolvimento histórico da área e o significado disso para os residentes, assim como problemas que possam afetar a possibilidade de movimentação. Diante disso, surge a figura de “sinais de controle” (control signals), que são a necessidade de intervenção exógena – defendido por Robert Sampson. Nessas áreas, as ações de instituições poderosas ajudaram a criar um sentimento geral de bairro seguro, apesar dos altos índices de criminalidade mantidos.
Alguns atos podem comunicar (mandar sinais) ao público em geral de modo a promover ou impedir o sentimento geral de ordem em um bairro. Na mesma lógica, autoridades relevantes pode enviar “sinais de controle” bem sucedidos, que indicam que a situação está sob controle.
A percepção dos residentes em relação à maioria ou não de seu bairro está associada com a sua percepção da segurança do bairro. Portanto, reforçando a teoria de Robert Sampson, segundo Bottoms, a percepção de intervenções exógenas apropriadas é crucial, em certas circunstâncias para a ideia de segurança ou não de um lugar.

## A violência interpessoal e a ordem social nas prisões
Em artigo intitulado “Interpersonal violence and social order in prisons”, Bottoms busca entender a violência interpessoal, ou seja, a violência entre os presos, dentro do contexto de ordem social das penitenciárias enquanto organizações. Numa primeira seção é feita uma introdução na qual o autor aborda a prisão enquanto uma organização. Na segunda seção, pergunta-se o que é a violência interpessoal, como ela pode ser medida e com que frequência ocorre. Na seção três o autor mostra as evidências de que o ambiente penitenciário tem influência no nível e nos tipos de violência interpessoal. A seção quatro aborda como a ordem social é mantida nas prisões. Já as seções cinco e seis abordam o problema da violência interpessoal em si (relação prisioneiro-carcereiro e relação prisioneiro-prisioneiro, respectivamente). 

### Introdução
Em seu sumário, Anthony Bottoms relaciona a incidência de atos de violência entre presos a: (i) características dos prisioneiros; (ii) aspectos do ambiente penitenciário; (iii) contínua interação dinâmica entre prisioneiros, carcereiros e o contexto físico e social no qual eles estão inseridos; (iv) aumento de restrições físicas que  a eles são impostas. 
Discorre também acerca de seis sentidos que podem ser aplicados à ideia da prisão como um tipo especial de organização social. São eles: (i) prisão como uma instituição total (instituição na qual o ocupante dorme, come, trabalha e tem seu “lazer” da mesma forma que os demais); (ii) prisão como um estabelecimento de viés punitivo; (iii) prisão contendo uma organização interna especial quanto ao espaço e ao tempo, que a torna diferente das demais; (iv) existência de uma rotina diária que tem grande influência na natureza de instituição da prisão; (v) existência de uma complexa relação entre carcereiros e prisioneiros, na qual a ordem é obtida por meio de grande esforço por parte dos primeiros; (vi) prisões como locais geográficos restritos, relacionada à ideia de que entre as paredes de cada prisão há histórias diferentes, que não se confundem com as histórias das demais.

### Quanto de violência interpessoal existe na penitenciária?
Para determinar um número de violência o autor se depara com três problemas. Primeiramente, destaca um problema de definição, ao mostrar a dificuldade em determinar o que estaria abrangido na ideia de “incidente violento” dentro de uma penitenciária, na medida em que haveria diversos graus de agressão e violência (como gritar, empurrar, bater, chutar, entre outros). Em segundo lugar, destaca a existência de situações nas quais o uso de violência seria justificado. Por último, haveria o problema dos tipos não-físicos de violência (psicológica, econômica e social).  Anthony Bottoms decide, como forma de manter a discussão dentro de limites razoáveis, abranger em seu estudo o uso e a ameaça injustificados, que sejam exercidos fisicamente dentro da prisão. 
Diante do objetivo de fazer uma avaliação das estatísticas, o autor mostra a existência de dois métodos diferentes de mensuração: as estatísticas oficiais e o levantamento de vítimas. O primeiro seria eficaz para comparar crimes que seriam frequentemente relatados às autoridades enquanto o segundo, para aqueles crimes que tenderiam a ser conhecidos apenas pelas partes. Este seria, por óbvio, mais eficaz para avaliar as violências interpessoais, porém no que tange ao tema do estudo, depara-se com a dificuldade no levantamento de vítimas por falta de desenvolvimento deste método. Isso seria decorrente da existência da vinculatividade de um direito paralelo que condena que se delate outros reclusos e do posicionamento dos carcereiros nos casos de denúncia de violência. Mesmo assim, Bottoms faz referência a uma série de estudos (Statistics of Offences against Prison Disciplina ans Punichment in England and Wales, King-McDermott e O’Donnell-Edgar) que, por meio de procedimentos diferentes, apresentam as estatísticas de ocorrência de violência e homicídio nas prisões. Esses estudos levariam em conta fatores como o regime prisional, as formas de violência, a frequência/reincidência e o mutualismo (se a vítima tende a agir como o opressor).

### Breves características da violência interpessoal nas penitenciárias
Nesta seção, Anthony Bottoms considera características que influenciariam a violência interpessoal. Elas seriam: idade, raça, histórico criminal e social, variáveis da sentença e sexo. O autor sempre enfatiza que as estatísticas utilizadas para a análise dessas características não são conclusivas e que, por isso, as conclusões às quais se chega não podem ser aceitas de forma absoluta. 
Em seguida, aprofunda suas considerações sobre algumas das características. Quando à idade, observou-se uma maior incidência de violência interpessoal entre os mais jovens, que estariam mais propensos a se expressar de uma forma que demonstrasse “dureza e força”. Quanto à raça, o autor cita os estudos de O’Donnell e Edgar, segundo os quais, entre adultos, não haveria uma diferenciação racial, enquanto entre os jovens, a vitimização seria mais comum em brancos e asiáticos do que em negros. Quanto ao histórico criminal e social, observou-se que os “jovens criados pelo Estado” tinham uma maior propensão à demonstrar qualquer tipo de violência na prisão e que o estágio psíquico (confusão, depressão e manifestação de sintomas) do preso tinha influência na forma de expressão de violência (contra outro prisioneiro, contra os funcionários, destruição da propriedade e contra si mesmo). Quanto às variáveis da sentença, identificou-se que um maior nível de segurança levava a uma maior manifestação de violência e que os níveis de agressão tendiam a diminuir de acordo com  a progressão da sentença (o autor questiona, no entanto, se a maior manifestação de violência nesses dois grupos não seria decorrente de uma fiscalização mais firme dos prisioneiros mais vigiados e no início de cumprimento da sentença, respectivamente). Quanto ao sexo, observou-se que homens tenderiam a utilizar de violência em proporção maior do que as mulheres, porém, assim como as demais características, os dados obtidos não seriam absolutos, sendo que em alguns casos (como os estudos feitos por Tischler e Marquat no Texas) as mulheres apresentariam um nível igual ou até maior que o dos homens nas taxas de violência.

### Os fatores circundantes/ambientais afetam a violência na prisão?
De acordo com o autor, faz-se necessário levar em conta que os fatores ambientais influenciariam, sim, na quantidade e no tipo de violência que ocorre nas prisões. As séries de estudos analisados que abordavam a violência partindo de uma visão ambientalista mostraram que os prisioneiros agiam diferentemente em diferentes cenários. A influência ambiental é abordada em três sentidos diferentes: (i) inferência da influência do ambiente por meio da análise das consequências de uma mudança no sistema prisional (ii) características físicas, como o número de presos e a arquitetura da penitenciária e; (iii) interações e transações ocorridas dentro da prisão.
Quanto aos estudos que inferiram interferência do ambiente na violência prisional, o autor cita a pesquisa feita por Cooke na Unidade Especial em Barlinnie Prison (Glasgow, Escócia), junto às análises de alterações no sistema prisional ocorridas na Califórnia e no Texas para mostrar, empiricamente, que a mudança no sistema prisional teria, sim, influência nos níveis de violência. Um dos casos seria o do Departamento de Correção do Texas. Este era regido, na década de 80, por um sistema no qual os policiais utilizavam de força não oficial e no qual eram escolhidos certos prisioneiros que teriam várias funções que seriam comumente atribuídas aos oficiais - como acabar com as brigas, dar ordens e fazer a contagem dos prisioneiros. Quando a corte federal estabeleceu que esse sistema não era válido e deveria ser desmantelado, observou-se um vácuo de autoridade que levou ao aumento drástico de casos de violência na prisão. Apenas com o tempo, por volta de 1986, observou-se a consolidação de um novo sistema prisional que trouxe junto a si uma "nova ordem" à prisão, acarretando a diminuição do número de mortes e ferimentos. 
Quanto às características físicas do ambiente prisional, observa-se a busca de uma manipulação do local de forma a se reduzir às oportunidades de crime. Enquanto antigamente predominava a chamada “nova geração de arquitetura prisional”, fundamentada na ideia de que uma estrutura marcada pela sensação de onipresença seria suficiente para reduzir os riscos de violência dentro da prisão, atualmente houve uma ampliação do papel do carcereiro, que passou a exercer papel mais ativo na prevenção, deixando de ser mero vigia e corretor de problemas a posteriori, para assumir um papel de preventor desses incidentes. No quesito da influência do ambiente físico, o autor também chama a atenção ao problema de superpopulação. 
Já quanto à análise das interações e transações dentro do ambiente prisional, Bottoms cita duas abordagens existentes na sociologia prisional: o modelo de privação e o modelo de importação. O primeiro modelo estabelece que a adaptação dos prisioneiros à penitenciária se dá por influência das “dores de se estar preso” que envolvem privação da liberdade, de bens, de serviços, de autonomia pessoal, de segurança pessoal e de relações heterossexuais. Já o modelo de importação estabelece que a adaptação dos prisioneiros é primariamente influenciada pelo que ele traz consigo ao entrar na instituição: seu histórico pessoal, suas relações com determinados grupos sociais, etc. O autor, com base em vários estudos, conclui que as interações e transações existentes dentro da prisão  - que tem uma ampla relação com os índices de violência interpessoal – são influenciadas tanto pelos experiências vividas dentro desse ambiente (relacionada às privações) como pelas experiências vividas antes da entrada nele (relacionada às importações).

### Como a ordem é mantida nas penitenciárias?
Observa-se que, mesmo dentro de um ambiente no qual estariam reunidos os mais violentos e recalcitrantes membros da população, o sistema social existente no presídio não se degenera numa rede de interações sociais caótica, sem ordem e sem sentido. O autor decide focar, então, na ordem social existentes nesse ambiente. Para isso, Bottoms define, preliminarmente, o que entende por “ordem” e por “controle”. Ordem seria um padrão de relações sociais cujas expectativas comportamentais se concretizam na maior parte das vezes. A ordem pode também ser definida do ponto de vista negativo, como a ausência de violência e de ameaça de ruptura das rotinas sociais. Controle, por sua vez, seria o uso das rotinas e de práticas – formais e informais – que auxiliariam na manutenção da ordem. No contexto de uma penitenciária, ordem seria o equilíbrio da dinâmica social, enquanto controle seriam as estratégias e táticas utilizadas para obtenção de ordem. 
O autor identifica três formas de abordagem do problema de ordem na filosofia política clássica: (i) a coercitiva, de Hobbes; (ii) a instrumental, de Locke e; (iii) a normativa, de Rousseau. Ao abordar a realidade concreta, observa-se uma articulação dessas três abordagens no sentido de obtenção de aquiescência social e legal. Dentro da perspectiva instrumental, as razões para aquiescência seriam os incentivos e desincentivos. Dentro da perspectiva normativa, as razões seriam a aceitação decorrente de consenso normativo e a legitimidade.  Por último, dentro de uma perspectiva coercitiva, as razões seriam restrição física, restrições de acesso ao alvo e constrangimento estrutural (associado à resignação diante da força das relações de poder existentes). 
Ao se debruçar sobre a legitimidade, o autor afirma que a aquiescência dos prisioneiros em relação à autoridade que é sobre eles exercida pelos oficiais está dentro de uma complexa rede de interações entre as expectativas dos prisioneiros quanto à sua prisão e a realidade à qual são submetidos. A legitimidade não abrangeria apenas uma validade normativa, mas também teria como parte de sua dimensão a justificabilidade das normas fundamentada nas crenças que os prisioneiros teriam (de acordo com as crenças compartilhadas pela sociedade) acerca do comportamento dos guardas e da justiça das características do regime. 
Destacadas as formas de aquiescência social e legal e a questão da legitimidade, Bottoms se propõe a estipular um modelo teórico que vise manter a ordem na prisão. As variáveis relevantes para a manutenção da ordem existentes neste modelo seriam oito: (i) a legitimidade; (ii) o poder estatal e a rotina como elementos estruturais de coação; (iii) o envolvimento normativo em projetos; (iv) características populacionais; (v) incentivos e desincentivos; (vi) grau de constrangimento físico; (vii) incidentes específicos e; (viii) distribuição, convivência e habilidade dos funcionários. 
Alguns pontos são abordados mais detalhadamente. Quanto à legitimidade, o autor destaca que ela abrangeria a percepção de justiça no tratamento dos carcereiros, nas características do sistema e nos procedimentos existentes dentro do cárcere. Quanto à segunda variável, Bottoms afirma que o poder do estado – personificado na pessoa dos funcionários – e a rotina existente na prisão seriam fatores determinantes da ordem no sistema penitenciário, na medida em que também agiriam no sentido de criar uma expectativa entre os próprios prisioneiros. Quanto ao grau de coerção física, o autor destaca que, se por um lado este poderia reduzir a violência dentro do presídio, por outro, poderia obter resultados diametralmente opostos, por encorajar a violência como forma de rebelião devido às fortes restrições. Já quanto aos incidentes específicos o autor mostra que um incidente de grande proporções poderia ter reverberações na instituição por um longo período de tempo, influenciando na mentalidade social existente na prisão. 
A questão do exercício da atividade dos carcereiros é abordada separadamente. Estes funcionários teriam como responsabilidade a busca de estratégias de controle que reforçassem o senso de ordem da instituição. Mas ao exercer essa papel, eles se encontrariam diante de um paradoxo decorrente das dimensões da legitimidade e do controle coercitivo. Estudos mostraram que, um afrouxamento no controle coercitivo traria uma maior legitimidade aos funcionários, mas em contrapartida, poderia aumentar a incidência de atos violentos decorrente da maior liberdade dos presos. Por outro lado, a imposição de um forte controle coercitivo diminuiria a legitimidade dos funcionários e também poderia acarretar no aumento do número de atos violentos. 

### Violência prisioneiro-funcionário
O autor afirma que as pesquisas em relação a esse tema são muito limitadas, mas se propõe, partindo das informações já existentes, a fazer considerações acerca do tema. 
Inicialmente, destaca que esse tipo de violência está intimamente relacionado à rotina e ao relacionamento entre os prisioneiros e os funcionários. Observa-se uma certa padronização em relação à incidência de violência em determinados pontos de atrito no regime prisional, em determinados períodos do dia e em determinados espaços. Em relação aos pontos de atrito, pesquisas realizadas por Light (1991) com mais de 700 carcereiros do Estado de Nova Iorque mostrou a existência de seis pontos de atrito que tendiam a levar ao uso de violência.  Essas situações seriam: (i) de comando oficial do funcionário para o prisioneiro; (ii) de protesto dos prisioneiros diante do que julgariam ser um tratamento injusto; (iii) de revista corporal ou da cela do prisioneiro; (iv) de intervenção em violência entre prisioneiros; (v) de movimento dos prisioneiros de uma parte da prisão para outra e; (vi) de suspeita de contrabando por parte dos funcionários. 
Depois, Bottoms analisa em que medida características como idade e experiência afetavam o índice de ocorrência de agressões aos funcionários. Observou-se que os de mais velhos eram menos vítimas de violência, o que poderia ocorrer tanto pela aquisição de maior habilidades na solução de conflitos (de forma a não resultarem em agressões) devido à experiência acumulada, como pela maior propensão dos funcionários mais novos de utilizar de meios formais e rigorosos de disciplina.

### Violência prisioneiro-prisioneiro (inter-prisioneiros)
Ao abordar essa questão, o autor afirma que há uma mudança total de visão em relação à violência entre um prisioneiro e um funcionário. Isso ocorre devido à existência de um sistema normativo paralelo, uma subcultura, entre os prisioneiros. Nessa subcultura, apresenta-se um aparente paradoxo – chamado de “paradoxo de segurança” – na medida em que destarte o governo da força existente nesse subsistema, os prisioneiros têm a sensação de segurança. 
Inicialmente, Bottoms explora os aspectos básicos da experiência de um prisioneiro, que seriam: (i) a existência de normas paralelas entre os prisioneiros que são dotadas de grande coercibilidade; (ii) a existência de determinados locais perigosos, devido à menor vigilância e; (iii)  a percepção de uma gradual adaptação dos recém-chegados ao sistema social prisional. 
Depois, o autor analisa as estratégias pessoais de proteção exercidas nas penitenciárias.  Elas são: (i) renúncia, ao se evitar determinadas áreas ou permanecer mais tempo na cela; (ii) procura de auxilio em outros presidiários; (iii) procura de auxílio dos funcionários; (iv) manipulação temporária da imagem, com a suspensão da identidade real; (v) utilização de qualidades técnicas para auxiliar outros detentos e obter maior segurança; (vi) proteção passiva-agressiva, por meio da ameaça de ataque utilizando-se de armas que porta consigo e; (vii) ataque preventivo. As estratégias não seriam utilizadas de forma exclusiva, ao contrário, os detentos adotariam estratégias diversas de acordo com a fase de sentença e o momento no qual estariam inseridos, num exercício diário de escolhas acerca de como agir. Essas estratégias de proteção seriam a resposta ao aparente paradoxo de segurança citado anteriormente, na medida em que agiriam no sentido de dar uma maior sensação de segurança aos presidiários dentro do sistema carcerário. 
Por último, o autor aborda a existência de uma ordem social paralela entre os detentos. Essa ordem seria obtida a partir da concretização de expectativas no que tange às relações sociais e aos padrões de convivência dentro do presídio. As evidencias que se têm desse mundo paralelo sugerem a existência de um contexto social incomum dotado de força coercitiva e composto por elementos de previsibilidade e ordem.

## Condicionais e sentenças alternativas

### A qualidade da supervisão de condicionais
O autor Anthony Bottoms, juntamente com Joanna Shapland, Stephen Farral, Fergus McNeil, Camilla Priede, Gwen Robinson, elaborou o artigo "The quality of probation supervison - a literature review" que trata a respeito da qualidade, ou seja, efetividade da liberdade condicional e suas conseqüências, tais como a supervisão. É importante ressaltar que quando o autor fala de desistência, esse termo diz respeito ao convencimento do deliquente em desistir do caminho do crime que tomara. As ideias de qualidade de liberdade condicional irão variar de acordo com os propósitos da supervisão dessa liberdade em um país em particular e em um momento particular. Embora a maioria dos países europeus subscrevam os efeitos da redução da reincidência (desistência), como a segurança pública e a ressocialização de criminosos na comunidade. Alguns efeitos na lista seriam, na Inglaterra e no País de Gales, com a maior ênfase na reabilitação e desistência, o reconhecimento de que nos últimos anos têm tido demasiada ênfase no cumprimento de metas, como qualidade que têm se focado na velocidade e na pontualidade dos processos em detrimento dos resultados ou a qualidade dos processos e interação. Se assim for, então é provável que as opiniões sobre o que é qualidade pode mudar nos próximos anos. 
Os julgamentos da qualidade do resultado foram recentemente ligados às medidas objetivas, tais como a extensão da recondenação. Eles também fornecem uma visão um pouco dúbia do que é qualidade e como ela pode ser alcançada: eles indicam que tipo de iniciativa é provável que tenha sucesso, mas não se sabe como fazer isso acontecer ou como garantir que os funcionários (ou usuários do serviço) valorizem-o. Em outras palavras, a avaliação dos resultados precisa ser acompanhada explorando o que dos funcionários e usuários veem como qualidade e como vão se esforçar para realização de um serviço de qualidade - significa que o trabalho global do serviço corresponde seus resultados desejados.
Ao pensar em qualidade, também é preciso afastar-se da ideia de que o trabalho de supervisão de qualidade é algo que é produzido unicamente pelo médico e entregue ao usuário, em que o usuário assume um papel passivo. Em vez disso, ao longo da revisão, se tem sido claro que é a interação entre a equipe e os usuários que pode produzir um produto de qualidade. Mesmo quando a ênfase tem sido na entrega pela equipe de supervisão de qualidade, ainda há lembretes constantes de que o que é fornecido deve corresponder às necessidades criminológicas dos usuários e envolver os usuários. Os teóricos e avaliadores tomaram uma postura mais focada na desistência, houve mais ênfase no papel ativo que precisa ser desempenhado pelo usuário na supervisão. É o delinquente que precisa tomar decisões (pelo menos provisórias) para mudar estilos de vida e desistir do seu caminho. Os usuários irão interagir com os funcionários que fazem algum esforço para encontrar o outro e combinar com o que os usuários veem como suas próprias prioridades - o que eles esperaram do pessoal para ter as suas próprias prioridades e pontos de vista. A fim de ajudar os infratores a se moverem no caminho desistência, é realmente importante determinar onde esse agressor está em sua jornada, e também para saber mais e considerar os obstáculos práticos específicos que surgem, como a ordem supervisão e progresso.
Considerando a qualidade, requer olhar para os julgamentos de qualidade das pessoas - sejam declarações oficiais, pontos de vista pessoal ou visões dos usuários do serviço. Comparando esses julgamentos, parece haver um descompasso importante entre os aspectos da prática de estágio que estão atualmente medidos oficialmente/contados (como indicadores diretos ou indiretos de qualidade) e o que os participantes no processo (os infratores e supervisores) dizem que valorizam. Em outras palavras, instrumentos como normas, não englobam todos os elementos que a equipe e os usuários veem como importante; a supervisão de qualidade e, como resultado, pode estar mudando prioridades no trabalho de supervisores longe de um trabalho de qualidade.
A revisão da literatura mostrou que são importantes as boas experiências de supervisão e é visto pelos supervisores e usuários do serviço como uma demonstração de "qualidade". É preciso estar ciente que seu inverso não pode ser apenas neutro, mas pode prejudicar a desistência. A construção de relacionamentos genuínos que demonstram o "cuidado" sobre a pessoa que está sendo supervisionada, a sua desistência e seu futuro, e não apenas controlar, monitorar e vigiar. Os infratores engajam-se em identificar as necessidades e objetivo configurado para a supervisão, incluindo uma relação de controle que mostra ouvir por parte dos supervisores, que continuam a tentar orientar em direção à desistência, por meio de motivá-los, incentivá-los a resolver os problemas e falar sobre problemas. Uma compreensão de como pode ocorrer a desistência, com cuidadosa consideração de como as recaídas ou violações devem ser tratadas é muito importante. Deve-se dar atenção aos obstáculos práticos relevantes para desistência, não apenas as questões psicológicas. Dar conhecimento e acesso aos serviços locais e disposição, a fim de ajudar a lidar com esses obstáculos práticos. A advocacia, deve ser adaptada às necessidades e capacidades individuais, que possam envolver o trabalho do supervisor, encaminhar a outros, ou sinalizar para outros, dependendo auto-confiança do supervisionado e o capital social.

### A Dimensão Coletiva do Serviço Comunitário
A chamada ‘supervised probation’ é uma sentença alternativa que permite que o condenado evite o tempo na cadeia. Ao invés disso, ele volta para a comunidade, porém devendo seguir uma série de normas rígidas, que podem variar de caso a caso, sendo alguns exemplos: toque de recolher, a obrigação de manter um trabalho e a proibição se envolver com outros criminosos. O condenado também deverá comparecer em uma série de reuniões com o supervisor designado a ele, que irá ajudá-lo a se adaptar a vida longe do crime e que tem a autoridade de revogar a ‘probation’ e prender o condenado, caso ele viole alguma das regras. Esse artigo de Anthony Bottoms visa analisar os dois tipos mais aplicados de ‘community penalty’: (i) probation order (também conhecido como supervision) – o criminoso cumpre diversos requerimentos estabelecidos pelo seu supervisor, que podem ser: participar de determinados programas, fazer tratamento contra álcool e outras drogas, se manter em áreas distantes ao local onde o crime foi cometido, entre outras (ii) community service order (também conhecido como unpaid work) – nesse caso possibilita-se que o criminoso se redima pelo ato ilícito cometido através de serviços comunitários. 
David Garland descreve a política penal contemporânea na Inglaterra e em Gales como compreendendo a cultura do controle; observa-se que a população prisional nestes locais dobrou de 1992 até os dias de hoje. Nos últimos anos, poucas e superficiais discussões foram realizadas no plano das penas comunitárias. As comunidades possuem diferentes níveis de crimes cometidos e isso influencia nas diferenças dos níveis de punição aplicados em cada local. O encorajamento do uso das ‘community penalties’ mostra que muitos criminosos, inclusive os pertencentes as áreas com maior incidência criminosa, podem se redimir com a utilização desse sistema e isso se apresenta como um dado importante que incentiva e impulsiona a utilização dele. 
Bottoms questiona-se sobre qual mecanismo social une a presença de atos desordeiros com uma maior atitude punitiva pública. Ele apresenta uma pesquisa realizada que tinha como intuito definir os seguintes termos: (i) signal crime – crimes que funcionam como um aviso às pessoas da presença de risco em determinada área (ii) signal disorder – conduta desordeira que indica risco e que pode ser de ordem física, envolvendo depredação do ambiente, ou social, envolvendo comportamentos abusivos. Alguns comportamentos específicos são considerados pela sociedade como avisos mais importantes sobre o risco e insegurança presentes em certo local; perturbação do espaço público – utilização de droga e presença de tráfico, por exemplo – é um indicador importante e aumenta a sensação de risco e insegurança dos moradores. Por outro lado, o roubo está mais embaixo nessa lista de indicadores e isso ocorre uma vez que os atos que realizados mais publicamente podem sugerir uma ordem social enfraquecida ou até mesmo ausente e essa percepção pode levar à atitudes punitivas mais severas àqueles aparentemente responsáveis por essa fragilidade. Isso gera uma cultura do controle penal e as pessoas que vivem em áreas com maior incidência de crimes são levadas a endurecer as penas, ou seja, essas últimas podem variar de acordo com o local em que são aplicadas e essa diferença é fruto da insegurança gerada por comportamentos anti-socais nos espaços públicos. 
O trabalho comunitário (unpaid work) tem como objetivo mostrar o trabalho realizado pelo criminoso à comunidade além de oferecer a essa última a possibilidade de escolha sobre qual projeto eles irão participar, ou seja, há um foco na visibilidade do criminoso e a chance da comunidade se integrar na pena deste. Assim, gera-se a esperança de que esses fatores, aliados, aumentem o entendimento e o apreço dos moradores ao trabalho que está sendo realizado e que eles percebam o bem que isso gera, tanto para o criminoso, quanto para a  comunidade. Por isso incentiva-se que todo o tipo de serviço comunitário seja visível. Os criminosos que consideraram que a experiência valeu a pena, ou seja, que adquiriram novas habilidade com ela, além de terem estabelecido contato com outras pessoas, compareceram com maior frequência às sessões do serviço comunitário além de possuírem taxas menores de reincidência.  Isso comprova que o contado da comunidade com o ‘unpaid work’ promove a ressocialização do criminoso, além de fornecerem evidencias que lugares de trabalho que recebem a atenção e gratidão da comunidade servem como punições legitimas e eficazes, diferente de outros tipos de punição. Esse tipo de trabalho significa duas coisas: (i) o interesse coletivo na punição do condenado (ii) o condenado que paga duas vezes, com trabalho que realiza e com os resultados que produzirá, que permanecerão gerando frutos para a comunidade. Apesar desses fatores positivos, muitos consideraram esse tipo de punição como ineficazes e não-legítimas. Nesse momento, Bottoms insere outro conceito, ligado aos apresentados acima: (i) control signals – atos de controle social que transmitem uma tentativa de regular a desordem e comportamentos desviantes. Esses atos podem ser positivos (gerarem resultados) ou negativos (ineficazes). Assim a policia e os departamentos de governos locais difundem a mensagem de uma ação efetiva local.
No campo da ‘probation’, ao longo dos anos, ela se tornou, por diversas razões, menos baseada na comunidade, em contrapartida com o aumento a visibilidade do ‘community service’. Isso desperta o seguinte questionamento: Por que ocorrem simultaneamente esses aparentes fenômenos contraditórios? E segundo, importa, em termos policiais, que a ‘probation’ se torne cada vez menos comunitária? A resposta para essas perguntas encontra-se nas tendências ideológicas criadas a partir da pressão exercida pelo estado contemporâneo. A pressão da modernidade atual significa que espera-se que seja exercido um policiamento ao mesmo tempo efetivo no âmbito econômico e social. Assim, colocar a ‘probation’ em menos escritórios faz sentido por ser uma ação mais barata. Paradoxalmente os movimentos contemporâneos de um novo mercado podem, simultaneamente, produzir menor ênfase na ‘probation’ e um aumento ao stress concernantes a visibilidade do ‘unpaid work’.   
Percebe-se que os links entre ‘probation’ e ‘unpaid work’ deveriam ser maiores do que os apresentados atualmente. Num clima da cultura do controle, onde os acusados são enviados para a prisão por crimes que nem existiam há alguns anos, os temas desses outros tipos de punição devem ser analisados mais cuidadosamente.

## Criminologia preventiva
A partir do artigo “Crime Prevention and the Understanding of Repeat Victimization: A Longitudinal Study”, Anthony Bottoms e Andrew Costello buscaram evidenciar que a prevenção do crime é o principal e primeiro propósito do policiamento britânico desde o século XIX. Dessa maneira nos últimos 30 anos houve um desenvolvimento nas atividades governamentais para promover a prevenção de atividades criminosas, principalmente em relação à vitimização repetida. Tal resultou na criação, em 1995, de um “indicador de desempenho da polícia” (Police performance indicator) nos casos de vitimização repetida para ser utilizado como uma medida para a efetividade na prevenção do crime realizada pela polícia local. 
Laycock, em 2001, realiza um estudo a respeito da vitimização repetida britânica com dois focos: a pesquisa e a organização, em que a última busca traduzir os dados presentes na pesquisa para uma atividade de prevenção do crime apropriada. Sobre o mesmo tema, outros grandes nomes a respeito desse tema são Ken Pease e Graham Farrell, assim como Hope e Trickett.
O obstáculo principal a ser superado é examinar as etapas que fizeram a vitimização repetida, antes vista como uma visão particular do tema de prevenção do crime, se tornar uma ciência largamente reconhecida. Os autores Anthony Bottoms e Andrew Costello buscam "testar” as hipóteses de Hope e Trickett e o aparecimento dos entendimentos mais bem estabelecidos de Pease-Farrell da vitimização repetida, com um conjunto de dados de 8 anos de crimes registrados na cidade de Sheffield, Reino Unido. Desse modo, será possível eliminar possíveis controvérsias a respeito do tema.
Pease e Farrell, desde a déc. de 1990, defendem que na maioria das vezes a vitimização repetida ocorre rapidamente – geralmente por volta de um mês depois da primeira vitimização. Essa repetição rápida como um fenômeno geral da vitimização repetida tem duas consequências relevantes: o primeiro é que o agrupamento padrão de repetição da vitimização imediata sugere que haja uma conexão entre esses dois incidentes; e o segundo, é que se se repete rapidamente, é óbvia a implicação disso para a prevenção do crime. Para eles, a principal razão para a repetição é que o criminoso tem a vantagem das oportunidades que o primeiro delito gera.
Sparks (em 1998) enfatiza o fenômeno da vitimização como um impulso (boost) – estado de dependência - para uma vitimização seguinte, assumindo que os mesmos
criminosos são, na maioria das vezes, responsáveis pela revitimização. Uma outra explicação é descrita como flag – risco
heterogêneo -, ou seja, alguns aspectos da pessoa ou da sua localização (endereço) tende a sinalizar um alvo desejado. Como é possível observar, Pease e Farrell tendem a enfatizar a teoria do boost.
Já os estudiosos Hope e Trickett consideram esse fenômeno da vitimização raro, ou seja, muitas das vítimas não vítimas a longo prazo. Há uma tendência à imunidade ao risco de crime, existem dois obstáculos para essa análise: se alguma coisa distingue as vítimas das não-vítimas; e o que diferencia as vítimas repetidas das “primeiras” vítimas. Para eles, o que pode ocorrer é uma continuação da vitimização e não uma repetição.
Em uma abordagem genérica, segundo Pease, boost and flag são uma modelagem da probabilidade da vitimização inicial e, em seguida, um processo de identificar as chances de uma vitimização subsequente, que são estatisticamente afetadas pela vitimização inicial, em que o foco é a vítima. Se esse fenômeno for olhado através de um mecanismo, a diferença entre boost e flag está na percepção dos criminosos. Portanto, ao lidar com os dados deve-se ter cautela, pois esses dados podem não estar diretamente relacionados com esse tipo de informação, tamanha é a sua subjetividade.
A centralidade da percepção dos criminosos ao boost/flag não significa que a reação de vítima à sua vitimização seja irrelevante para se explicar a vitimização repetida. Por exemplo nos caos de violência domestica, em que a reação da vítima tem relevância potencial para a probabilidade de uma nova ocorrência.
Diante de uma análise longitudinal, ou seja, a partir dos dados policiais abre-se um arquivo longitudinal e, de fato, a maioria das pesquisas de vitimização repetida com um período de estudo de mais de um ano provém desses dados policiais. O argumento de Hope e Trickett sobre a “tendência de imunidade” e a possível existência de um pequeno grupo de vítimas crônicas a longo prazo é baseando nessa análise e pode ser confirmado a partir disso.
Os dados selecionados para esse estudo são de 120.000 crimes relatados contra famílias na cidade de Sheffield, no Reino Unido. Deve-se ter algumas precações em relação a isso, devido à (i) aos crimes não relatados pelo público para a polícia e (ii) aos aos crimes não relatados pela polícia quando reportados pelo público. As taxas de relatórios são: invasão residencial, 67%; roubo de garagem ou depósitos, 51%; danos criminais à residência, 38%; e roubo residencial, 36%.
Há três conceitos para se distinguir os diferentes aspectos de um crime em uma área geográfica em um certo período. A incidência, que representa a taxa total de crimes na área por 1000 cidadãos ou 1000 famílias. A prevalência, que é proporção de pessoas ou famílias vitimizadas por um crime, sem levar em conta se são vítimas primárias ou vítimas repetidas durante o período de estudo. E a concentração, a média de vitimizações sofridas por cada vítima durante o tempo de estudo – o que é diretamente a quantidade de vitimizações repetidas. Foi constatado que se a taxa de prevalência do crime por uma área aumenta, a quantidade de vitimizações também aumenta. É interessante constatar que de todos os crimes juntos, a taxa de prevalência é sensivelmente diminuída, enquanto que a taxa de concentração é ligeiramente aumentada nesse período.
Bottoms e Costello rebatem a análise de Hope-Trickett, suas hipóteses eram (i) que há uma tendência geral em direção a imunidade com o tempo, em detrimento do estado inicial de vítima; (ii) que um significativo subgrupo na população parece ser imune da vitimização; e (iii) que há um grupo crônico na população que é repetidamente vitimizado com o tempo. A partir dessas hipóteses, os autores tomaram duas medidas: um período de acompanhamento substancialmente mais longo do que 3 anos, e um número maior de amostra. Com essa análise empírica foi possível observar com os mesmos recursos da análise de Hope-Trickett, usando uma amostra diferente e com um período de tempo maior, os resultados demonstram que a tese de imunidade de Hope-Trickett deve ser levada a sério por todos os pesquisadores em vitimização repetida.
O problema central da tese de Pease é o tempo corrido de repetição da vitimização, mais particularmente, a extensão do “fast repeats” (repetição rápida). A partir de uma análise empírica, Bottoms chega a conclusão de que as repetições rápidas, que podem ser atribuídas às explicações como sendo boost, podem ocorrer; porém elas ocorrem mais frequentemente nas vítimas crônicas nas áreas de alto índice de criminalidade, como também nas de baixo índice. 
Caminhando para uma conclusão, pôde-se observar que ambas as teses (o padrão ortodoxo de Pease e Farrell e a escola de Hope-Trickett) têm seus méritos. Foi possível notar que a vitimização repetida não é um fenômeno unitário, mas ocorre em diferentes maneiras e em diferentes contextos. Por isso, Bottoms traz três tipos ideais de vítimas repetidas: (i) crimes em sequência derivado de uma relação entre as partes, como por exemplo, a violência doméstica, que tende a gerar vítimas crônicas; (ii) crimes residenciais, que por razões “bandeira” (flag), em que não há necessariamente uma ligação entre a vítima e os seus ofensores que escolheram a sua casa como alvo; e (iii) a vitimização repetida rapidamente em uma área de baixo índice de criminalidade, como ocorre em casa que são deixadas por 2 semanas, porém quando a família retorna, a casa volta ao seu estado de imunidade, não havendo nada que faça uma ligação com esses eventos. Naturalmente, esses tipos ideais na realidade se sobrepõem e como cada um deles requerem um explicação diferente, deve-se ter uma estratégia de prevenção de crime diferente.

## O conceito dialético de legitimidade
Importantes discussões acerca do conceito de legitimidade apresentam-se de forma recorrente
no âmbito do Direito, no que tange não somente os meios de controle
direcionados aos indivíduos livres que vivem em sociedade, mas também aos
indivíduos encarcerados que vivem no ambiente da prisão.  Assim, Bottoms, em conjunto com Justice
Tankebe, procura abordar essa temática no artigo “Beyond procedural justice: a
dialogic approach to legitimacy in criminal justice”.
O conceito de legitimidade é caracterizado por ser essencialmente alusivo e
multifacetado. Sendo assim, o artigo em questão foi escrito com o intuito de
desenvolver uma melhor e mais clara conceitualização do termo legitimidade
dentro da esfera da justiça, postulando a área criminal como seu principal foco
de análise.
Anthony Bottoms optou por adotar como ponto de partida para sua análise três amplas
questões conceituais que, frequentemente, habitam os estudos empíricos acerca
da legitimidade. São elas: (i) qual seria a definição de legitimidade?; (ii)
quais fatores criariam e sustentariam a legitimidade em um determinado grupo de
indivíduos?; e (iii) quais os motivos para se considerar a legitimidade como
algo importante dentro do sistema social?
De modo a responder ao primeiro questionamento, Bottoms recorre ao conceito de
legitimidade desenvolvido por Tom Tyler. Este afirma que uma autoridade é
dotada de legitimidade quando os indivíduos acreditam que as decisões feitas e
as regras promulgadas por ela são, de alguma forma, certas ou apropriadas e,
portanto, devem ser seguidas. Essa definição assume que o conceito de
legitimidade foca, principalmente, nas reações que os indivíduos apresentam
diante das decisões e regras elaboradas pelas autoridades. Uma vez que se
denota grande importância à credibilidade que os indivíduos conferem às
autoridades, entende-se que há a necessidade da existência de uma justiça
processual padrão na localidade em que a autoridade atua, de modo a orientar as
ações desta. Tal justiça processual seria composta por dois elementos: (i) a
qualidade nas decisões tomadas pelas autoridades; e (ii) o tratamento justo e
respeitoso por parte das autoridades para com os cidadãos. Se as autoridades
seguirem, de maneira constante, os procedimentos padrões de se aplicar as
normas, os indivíduos manteriam sua confiança nas autoridades que, por sua vez,
manteriam a legitimidade para manterem-se em suas funções.
Visando a contrastar com esse conceito de legitimidade, que se propõe a vigorar na
sociedade de forma geral, Bottoms recorre aos estudos realizados por Alison
Liebling, que procuravam avançar no entendimento acerca da figura da
legitimidade dentro das prisões. A partir do momento em que se encontram dentro
contexto prisional, os oficiais legais devem adaptar-se e considerar que os
prisioneiros possuem diferentes prioridades daquelas que apresentam os
indivíduos não encarcerados. Além disso, dentro do regime prisional, ambiente
fisicamente fechado e limitado, os resultados da maioria dos incidentes que
internamente acontecem são de amplo conhecimento dos prisioneiros. Desse modo,
seria significativamente mais importante seguir a ideia de equidade e de padrão
de justiça nos regimes prisionais do que fora deles, de modo a ser possível aos
carcereiros e outros oficiais do âmbito a conquista da legitimidade dentro da
prisão.
Outros cientistas sociais recorrem à ideia de “right to rule” (direito de regular)
para definir o conceito de legitimidade. Neste ponto, coloca-se um essencial
questionamento: quem são as pessoas ou instituições que possuem o efetivo poder
de regulação sobre os outros indivíduos? Bottoms utiliza o modelo de Joseph Raz
para responder a esta questão, acrescentando algumas de suas próprias ideias.
Raz afirma que existem três grupos dotados de legitimidade para regular
indivíduos. São eles: (i) “pessoas que exercem um poder puro” [é uma relação de
poder simples e pura que não possui qualquer elemento jurídico-normativo]; (ii)
“autoridades de fato” [existem dois tipos: 
A) há uma polo detentor de poder numa localidade que reivindica, em vão,
o reconhecimento de sua autoridade pelo público; B) há uma autoridade
reconhecida pela população, mas esta a obedece por coação/medo e não por acreditar
que aquele seja um governo legítimo]; e (iii) autoridades legítimas (há
autoridade detentora de poder, legitimamente reconhecida pela população).
De modo a responder o segundo questionamento, - quais fatores criariam e
sustentariam a legitimidade em um determinado grupo de indivíduos? – Bottoms
acredita ser necessário adotar duas perspectivas diferentes, porém
complementares quanto à figura da legitimidade: (i) a legitimidade pública; e
(ii) a legitimidade daqueles que detêm o poder.
Uma importante função das leis é justamente promover uma eficiente coordenação de
milhares de cidadãos num mesmo território, possibilitando que, por meio de uma
convivência harmônica entre esses indivíduos, cada um possa atingir seus
objetivos particulares. Tais requisitos de coordenação e de respeito à
organização normalmente requerem um alto grau de reconhecimento público das
regras para que se efetivem. A denominada legitimidade pública que seria a
responsável por conferir tal credibilidade às leis. 
A exigência de uma legitimidade dos detentores de poder é importante para se
conferir estabilidade à autoridade deles e efetividade às decisões por eles
tomadas. Quem exercita o poder precisa se convencer, internamente, e procurar
justificar, de forma a legitimar para si mesmo, o porquê de ele estar apto a
continuar no exercício de seu cargo – garantindo, assim, a razoável
continuidade e estabilidade da figura representativa do poder. Além disso, o
detentor do poder deve estar atento à percepção do público. A legitimidade está
constantemente em fluxo, ela requer ajustes. Ela não é algo estático,
conquistado de uma vez por todas. Ela não é uma única transação, mas sim um
processo dialético. Ou seja, aqueles que estão no poder fazem uma
reivindicação ao público para que este lhe confira legitimidade; os membros do
público conferem tal legitimidade a eles; os detentores do poder ajustam suas
ações de acordo com a reação do público diante de sua figura; após alterações,
novamente os detentores do poder reivindicam ao público a legitimidade de seu
poder; e mantém-se o ciclo.
Por último, Bottoms procura responder o terceiro questionamento inicialmente colocado, - quais os motivos para se considerar a legitimidade como algo importante dentro do sistema social? – questionamento este capaz de sumarizar as ideias do autor acerca do conceito de legalidade. Tradicionalmente, responde-se a esta última pergunta afirmando que, havendo reconhecimento da legalidade, os indivíduos agiriam com observância e conformidade legal, o que levaria a uma cooperação entres eles. No entanto, o objetivo do autor é ir além desse conceito básico de legitimidade. Ele buscou desenvolver um conceito que una duas dimensões inter-relacionadas: a legitimidade dos detentores do poder e a legitimidade do público. O reconhecimento da legitimidade por parte das duas esferas é, portanto, importante uma vez que ele possibilita um diálogo entre essas duas dimensões – por meio do citado processo dialético. O resultado desse diálogo acarretaria em mudanças positivas no modo em que a justiça criminal opera e na maneira em que esta é constituída, uma vez que, aproximando-se mais das percepções empíricas do público, a ideia de legitimidade estaria mais intimamente ligada à ideia de justiça.

## Obras

### Obras Principais
Baldwin, J e Bottoms, A.E. (1976) The Urban Criminal: A Study in Sheffield. Londres: Tavistock Publications.
Bottoms, A.E. (1995) Intensive Community Supervision for Young Offenders: Outcomes, Process and Cost. Cambridge: University of Cambridge, Institute of Criminology. 
Bottoms, A.E., Brown,P., McWilliams, B., McWilliams, W., e Nellis, M. em colaboração com John Pratt (1990) Intermediate Treatment and Juvenile Justice: Key Findings and Implications from a National Survey of Intermediate Treatment Policy and Practice. Londres: HMSO.
Bottoms, A.E. e McClean, J.D. (1976) Defendants in the Criminal Process. Londres: Routledge e Kengan Paul.
Bottoms, A.E. e McLintock, F.H. (1973) Criminals Coming of Age: A Study of Institucional Adaptation in the Treatment of Adolescent Offenders. Londres: Heinemann Educational Books.
Bottoms, A.E. e Preston, R.H. (eds) (1980) The coming Penal Crisis: A Criminological and Theological Exploration. Edinburgh: Scottish Academic Press.
Bottoms, A.E. e Wiles, P. (1986) 'Housing Tenure and Residential Community Crime Careers in Britain', in A.J. Reiss e M. Tonry (eds) Crime and Justice: A Review of Research. Vol. 8. Chicago: University of Chicago Press.
Sparks, R., Bottoms, A.E. e Hay, W. (1996) Prisons and the Problem of Order. Oxford: Clarendon Press. 

### Obras Secundárias
Bottoms, A.E. (2001) 'Compliance and Community Penalities, in A.E. Bottoms, L.R. Gelsthope e S. Rex (eds) Community Penalties: Challenges. Devon: Willan Publishing

### Palestras Disponíveis
Para maior clareza e detalhes a respeito do pensamento de Anthony Bottoms, há duas palestras disponíveis online. A primeira trata dos desafios políticos dos planos de ação num mundo em mudança, na segunda conferência anual da Police Foundation, em 28 de setembro de 2011. Já a segunda palestra é intitulada como “Persistent Offenders and the Uncertain Road to Desistance”, em que o palestrante traz as perspectivas dos criminosos que persistem em cometer crimes e fala sobre as incertezas do sucesso de conseguir tirar essas pessoas desse caminho (desistência) – 29 de maio de 2008 na SCCJR Annual Lecture. Na bibliografia não foi possível colocar os links das referências, mas basta utilizar a plataforma youtube para acessar às palestras: o título da primeira palestra referida é "Professor Sir Anthony Bottoms"  (enviado pelo canal "ThePoliceFndUK"); já a segunda está dividida em 7 partes, seu título principal é "Anthony Bottoms Presentation" (enviado pelo canal "The Scottish Centre For Crime And Justice") - a pesquisa foi feita pela última vez em 02/11/2014.